# シレジア・インターアーバン
シレジア・インターアーバン（ポーランド語: Tramwaje w konurbacji górnośląskiej）は、ポーランドのカトヴィツェ、ビトム、グリヴィツェ、ベンジンなどシロンスク県（アッパーシレジア）の各都市を結ぶ路面電車。全長170 kmを超える大規模な路線網を有しており、2021年現在は都市交通管理会社（Zarząd Transportu Metropolitalnego、ZTM）による管理のもと、シレジア路面電車会社（Tramwaje Śląskie S.A.）による運営が行われている。

## 歴史

### 蒸気鉄道から電化まで
現在のシロンスク県に属するアッパーシレジア地方では、ドイツ時代の19世紀後半の時点で鉄道が輸送機関として使用されていたが、これらは工場の物資輸送が目的であり、工場の労働者が居住する都市や地域の発展に伴い旅客用の公共交通機関が求められるようになった。それを受け、1880年代から各地域を結ぶ鉄道路線の検討が始まり、1892年にドイツ・ベルリンの企業とアッパーシレジア地方のビトム市との間に鉄道建設に関する契約が結ばれた。当初は軌間1,000 mmで貨物輸送も実施する計画が構想されていたが、前者は収益性の兼ね合いから785 mmに変更された他、後者に関しては行政から禁止が命じられ、実現しなかった。最初の路線となるビトム - ピェカルィ間の営業運転が始まったのは1894年5月27日であった。
以降は各地域へ向けて路線網の延伸が進められたが、その中で騒音や煤煙が問題視され、1895年にはビトムやグリヴィツェ市内中心部の運用が鉄道馬車に変更される事態となった。それを受け、1896年以降蒸気鉄道を当時の最新技術であった路面電車へ置き換える計画が開始され、発電所の建設を経て1898年に最初の電車が営業運転を開始した。また、同年にはカトヴィツェに本社を置く別企業も路面電車の建設を開始し、1899年以降順次路線網を広げていった。これらの2つの企業は競争を避けるため同年7月7日に合併が行われ、シレジア地方鉄道株式会社（Schesische Kleinbahn Aktien Gesellshaft）が設立されている。以降同社は路線網の電化を積極的に実施し、1901年12月までに蒸気機関車を用いた営業運転は終了したとされている。

### 第二次世界大戦まで

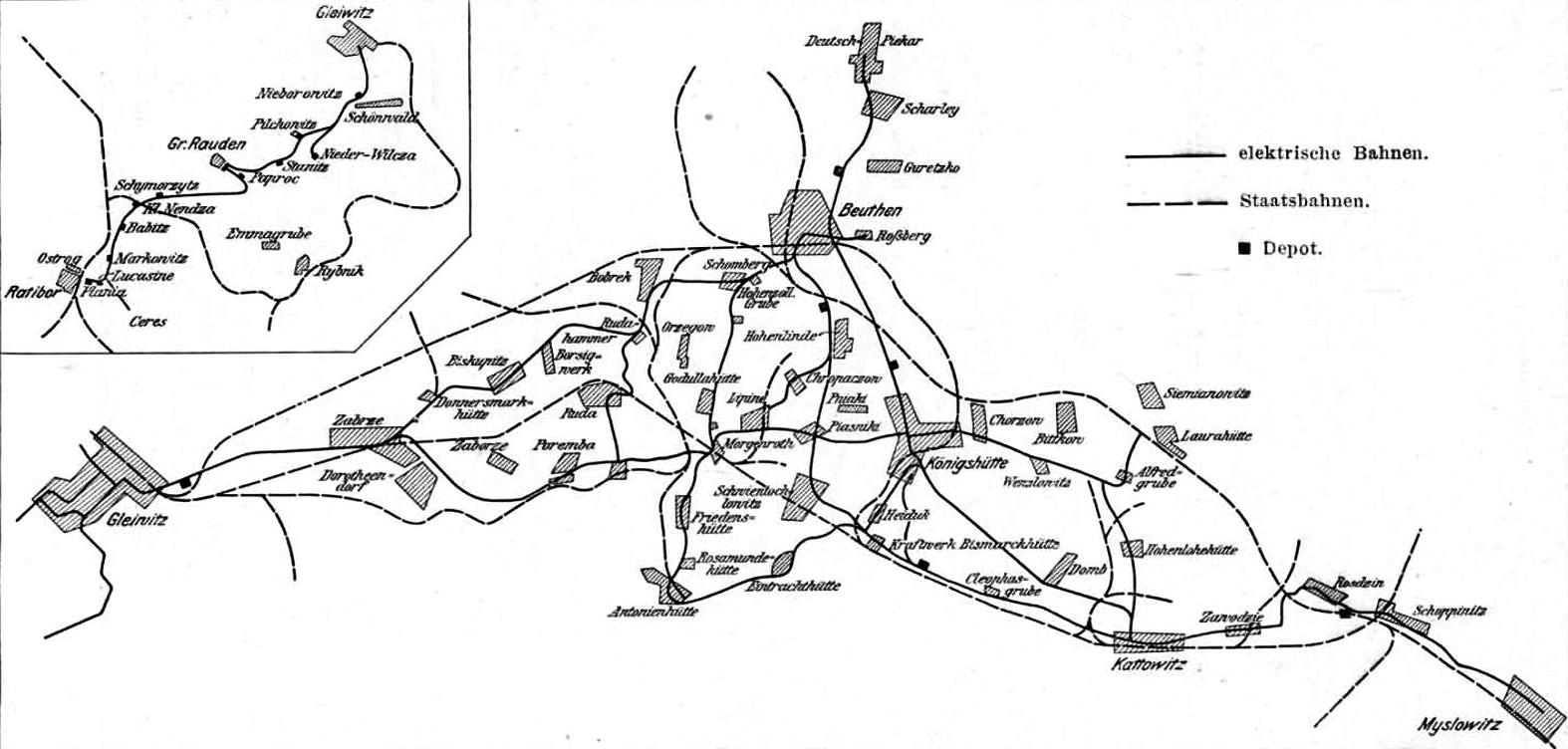
1907年時点の路線図

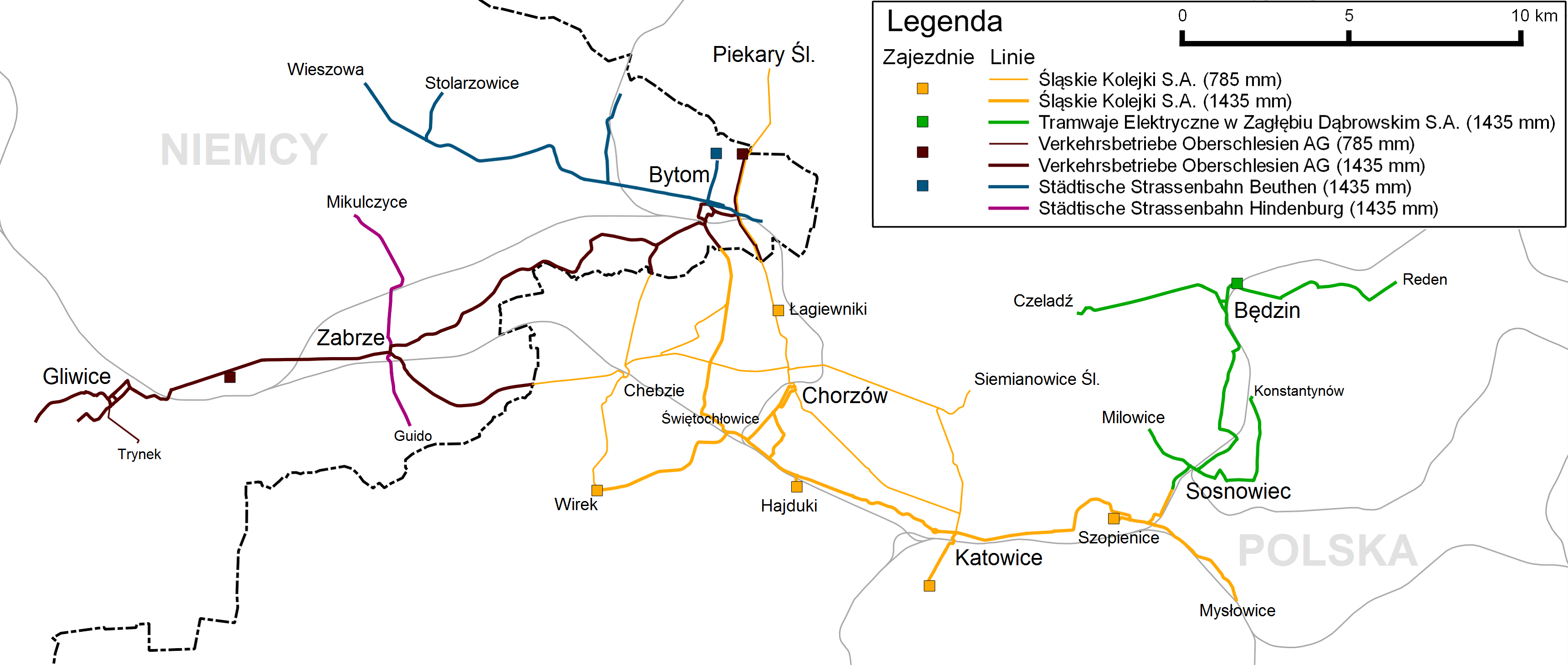
1939年時点の路線図

20世紀に入って以降もアッパーシレジア地方の路面電車網は急速に拡大し、各都市に向けての延伸が続いた。その中で1912年6月14日には従来の軌間785 mmよりも広い軌間1,435 mm（標準軌）の路線がカトヴィツェ市内に開通し、以降はビトムを始め各都市に同様の軌間を持つ路線が順次拡大した。

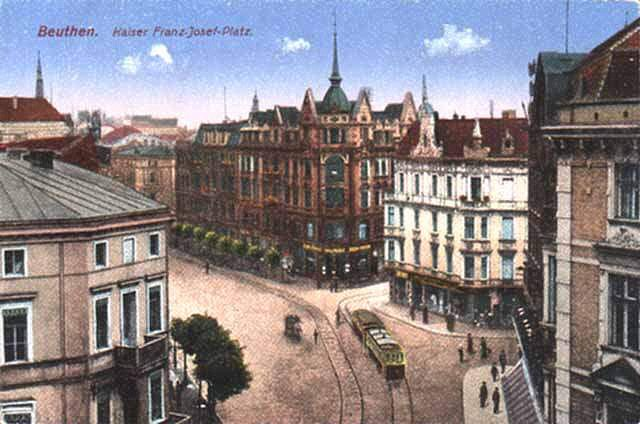
1910年代のビトム市内の絵葉書

これらの路線網の転機となったのは第一次世界大戦終戦後の1922年にアッパーシレジア地方がドイツとポーランドに分割された事で、路面電車網も多くの箇所で国境に接触した。これに伴い、シレジア地方鉄道はポーランド側、ドイツ側の各企業に分割され、以降は双方で軌間の標準軌化を含んだ路線の延伸・近代化が進められた他、ソスノヴィエツやザブジェなど、独自の鉄道事業者を立ち上げ路面電車の運営に参入する事例も多く現れた。また、一部区間では貨物輸送も実施されるようになった。

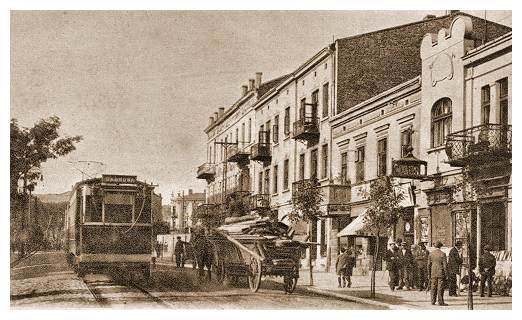
ベンジン（ポーランド語版）市内に開通した路面電車路線
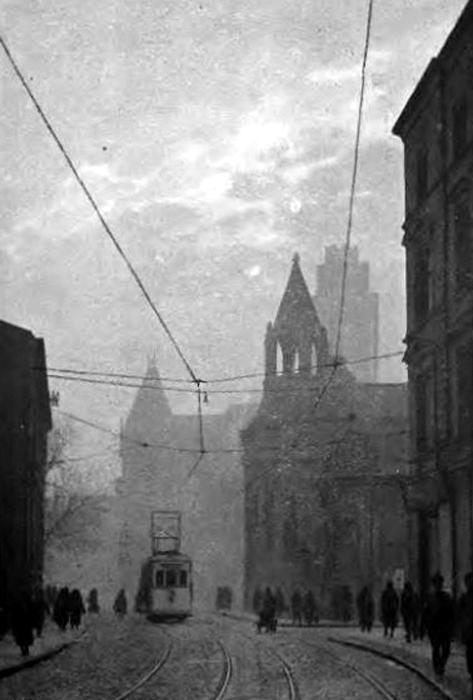
グリヴィツェ市内の路面電車（1934年撮影）

その後、第二次世界大戦の勃発によりアッパーシレジア地方はドイツによって占領され、その影響でポーランド側の路面電車網の多くはドイツ側の企業によって管理される事となった。占領下でも軌間の標準軌化といった工事が進められていたが、ドイツ軍は撤退時に橋梁を始めとする施設を破壊し、終戦後はそれらの復旧に費やされた。

### 社会主義時代

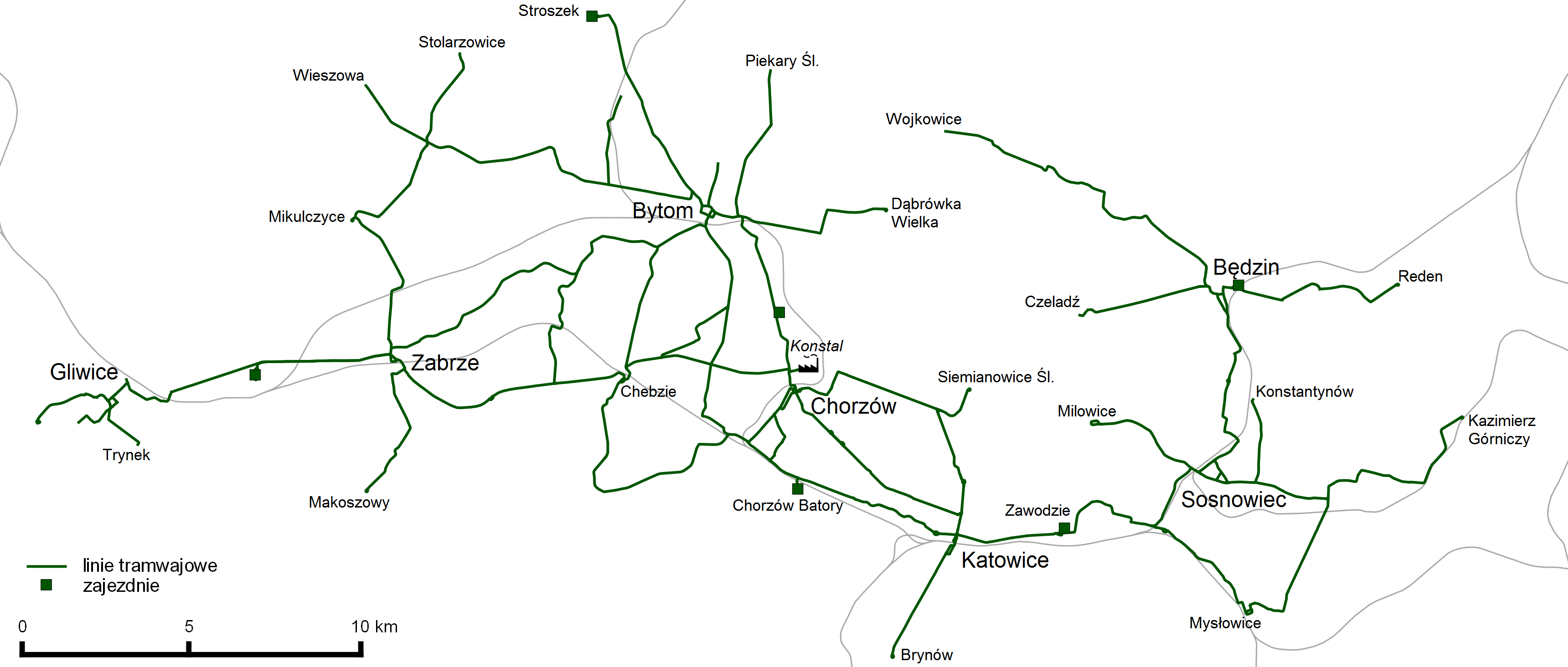
1975年時点の路線図

第二次世界大戦後、アッパーシレジア地方の路面電車網は運輸省の傘下にあるシレジア・デブロウスキー盆地電気鉄道会社（Koleje Elektryczne Zagłębie Śląsko-Dąbrowskiego）に統一され、1948年まで軍の管理下に置かれた。その後、同年に路線バスと共にカトヴィツェ州に設立された公営組織に運営権が引き継がれ、同組織は1951年にカトヴィツェ地方運輸公社（Wojewódzkie Przedsiębiorstwo Komunikacyjne w Katowicach、WPK Katowice）となった。
それ以前の1946年から路面電車網は再度拡大を始め、各都市や鉱山、工場を結ぶ路線が次々と開通した。その中にはポーランド向けの路面電車車両を生産していたコンスタル（現：アルストム）の工場と接続する区間（1959年開通）も含まれていた。また、戦後も僅かに残った軌間785 mmの路線についても改軌が進められ、1952年までに全区間が軌間1,435 mmに統一された。車庫についても新設や移設が積極的に実施された他、1968年からは運賃徴収方式が順次信用乗車方式に置き換えられていった。
1970年代からは施設や通信設備の近代化工事も行われたが、一方で同年代以降施設の老朽化や路線バスの普及に伴い一部区間の廃止も実施され、路面電車が姿を消した都市も存在した。ただし、1979年に一旦廃止されたビトムのピエルカスカ通り（ulicy Piekarskiej）の区間については住民からの抗議運動もあり1982年に営業運転を再開している。

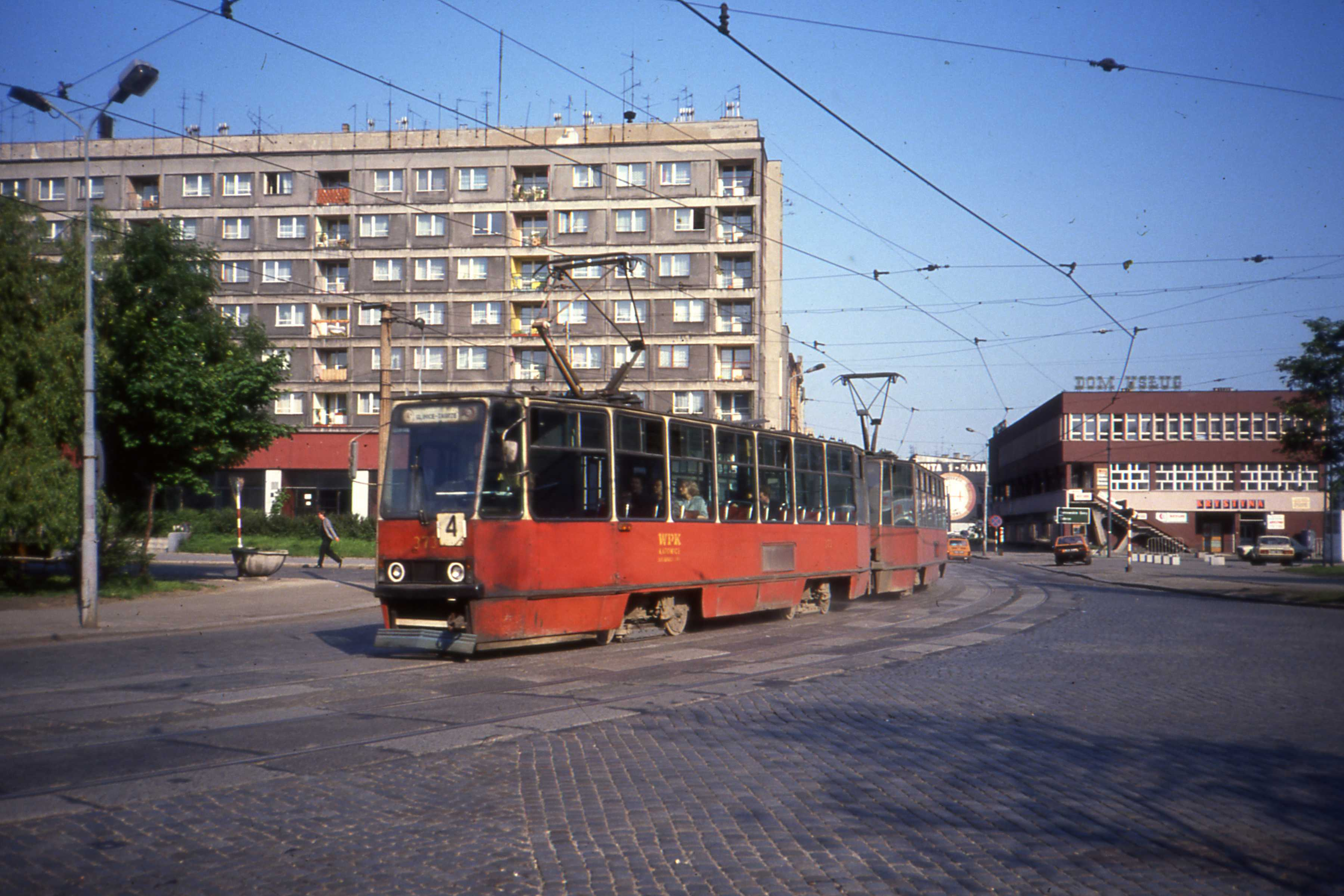
社会主義時代に導入されたボギー車・105N（1991年撮影）
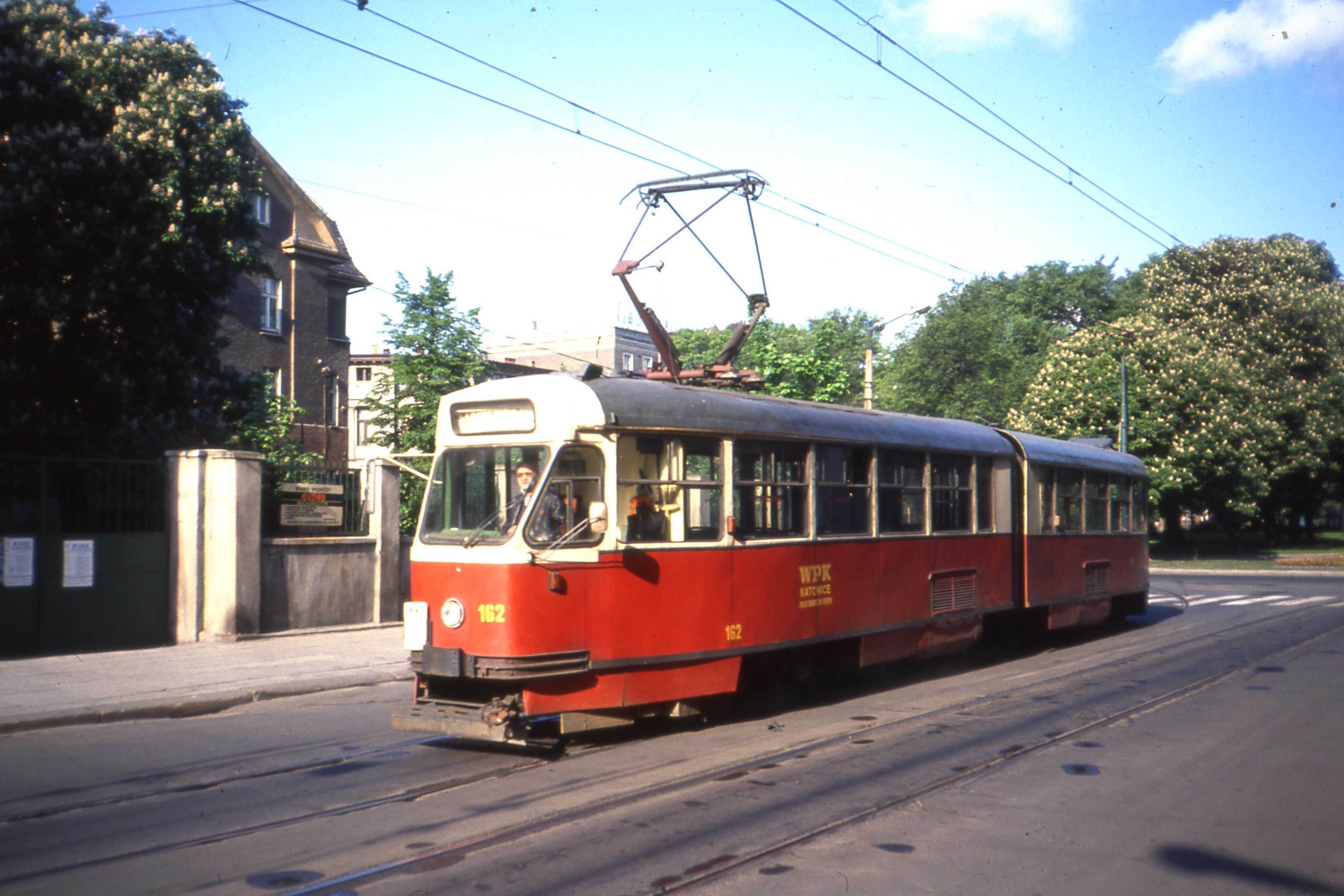
社会主義時代に導入された連接車・102Na（1991年撮影）

### 民主化以降

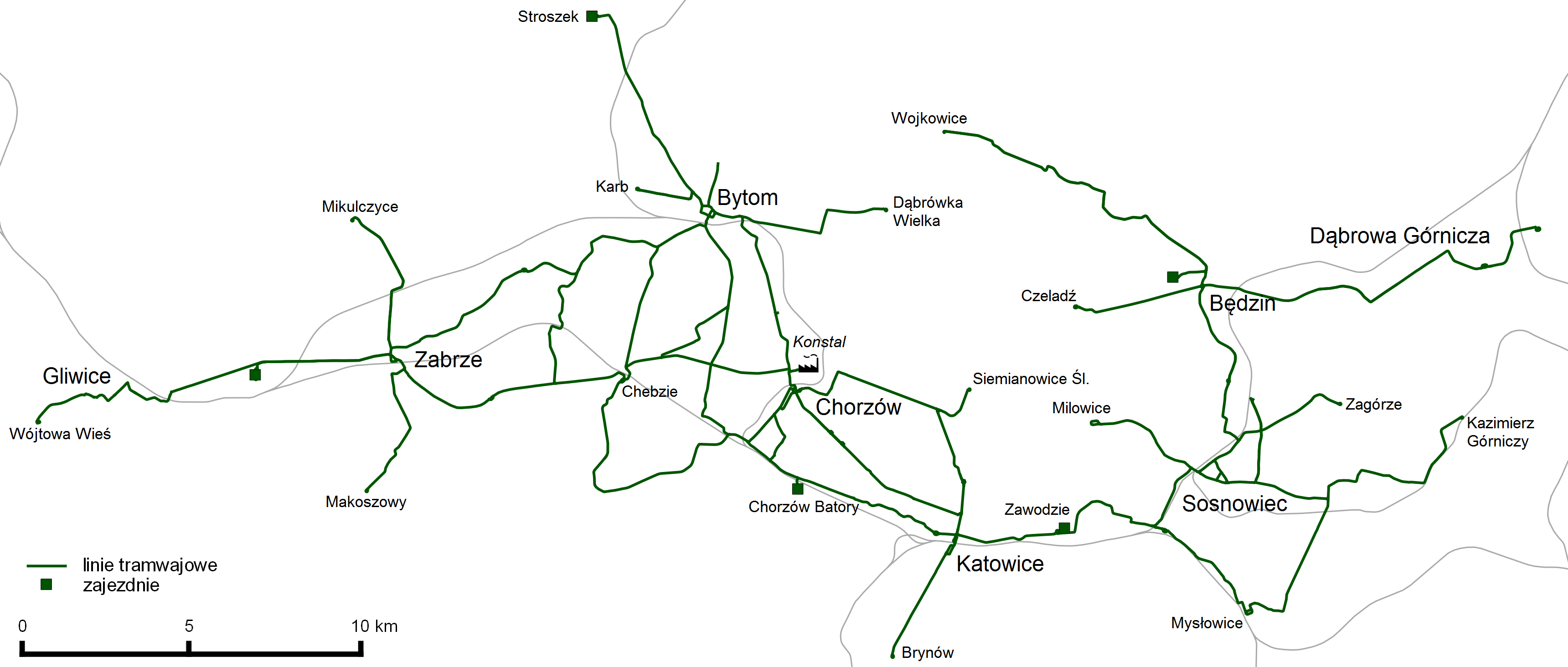
1992年時点の路線図

1989年のポーランドの民主化の影響により、長年に渡りアッパーシレジア地方の交通機関を運営していたカトヴィツェ地方運輸公社は1991年に解散し、路面電車の運営事業は路面電車・通信事業公社（Przedsiębiorstwo Komunikacji Tramwajowej、PKT）に継承された。その後、同事業者はポーランドの行政改革を受けて2003年にシレジア路面電車会社として再編された後、2007年以降は沿線自治体が株主となる株式会社として運営が行われている。また、施設の管理組織については2019年にそれまでのアッパーシレジア工業地域共同連合が再編され、2021年現在の都市交通管理公社となっている。
民主化以降、特に2000年代以降は路線バス網の拡充や運用の非効率性などを理由とした一部区間の廃止が断行されたが、一方で1990年代からは施設の近代化工事や超低床電車の導入、既存の車両の更新工事を始めとした車両の近代化が継続して行われている。特に2000年代以降は欧州連合からの支援を受けた大規模な近代化が進められており、今後もカトヴィツェやソスノビエツ市内における延伸を始めとした各種計画が存在する。

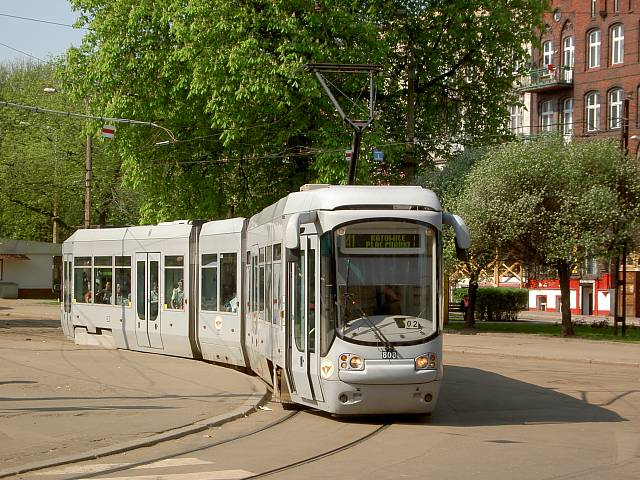
1990年代に導入された超低床電車・116Nd（2005年撮影）
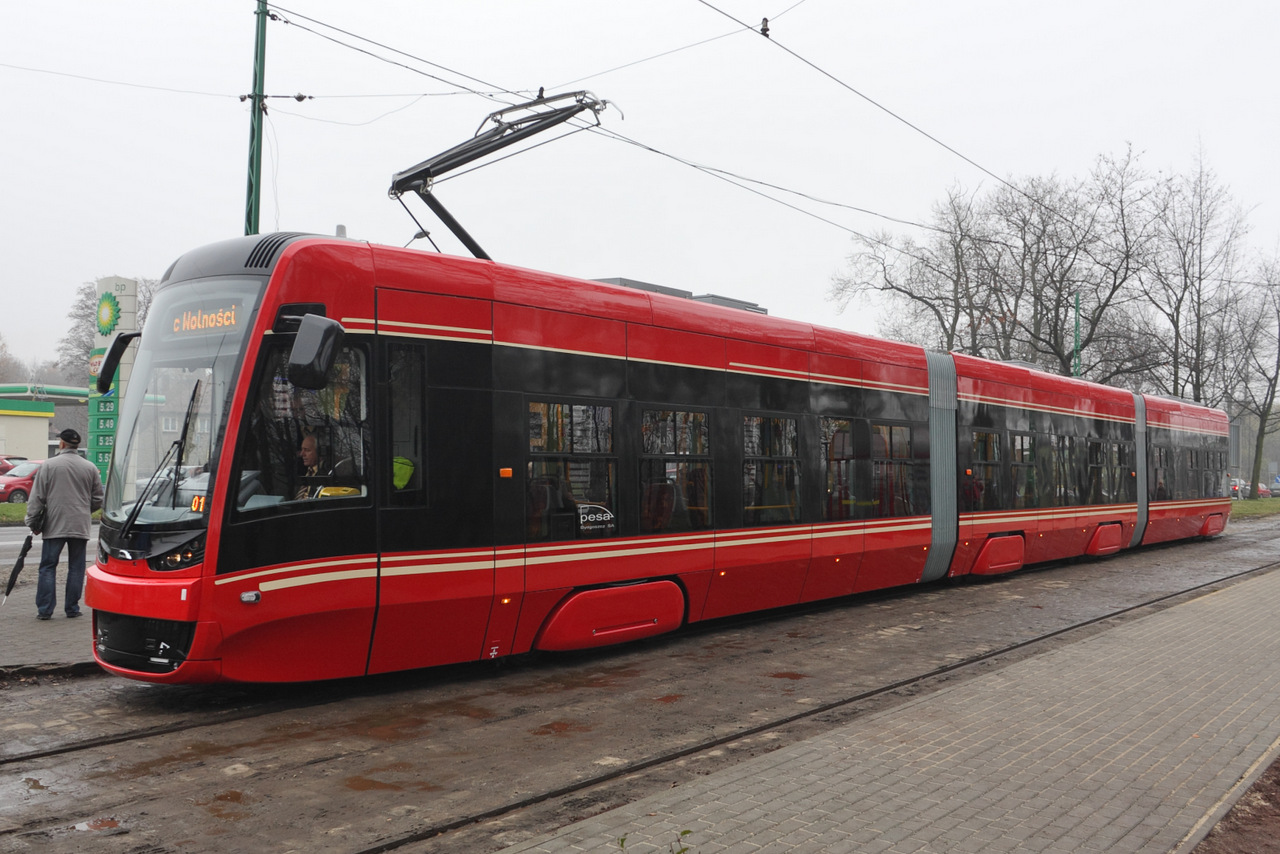
2014年から運行を開始した2012Nは116Nd以来の新造車両となった（2013年撮影）
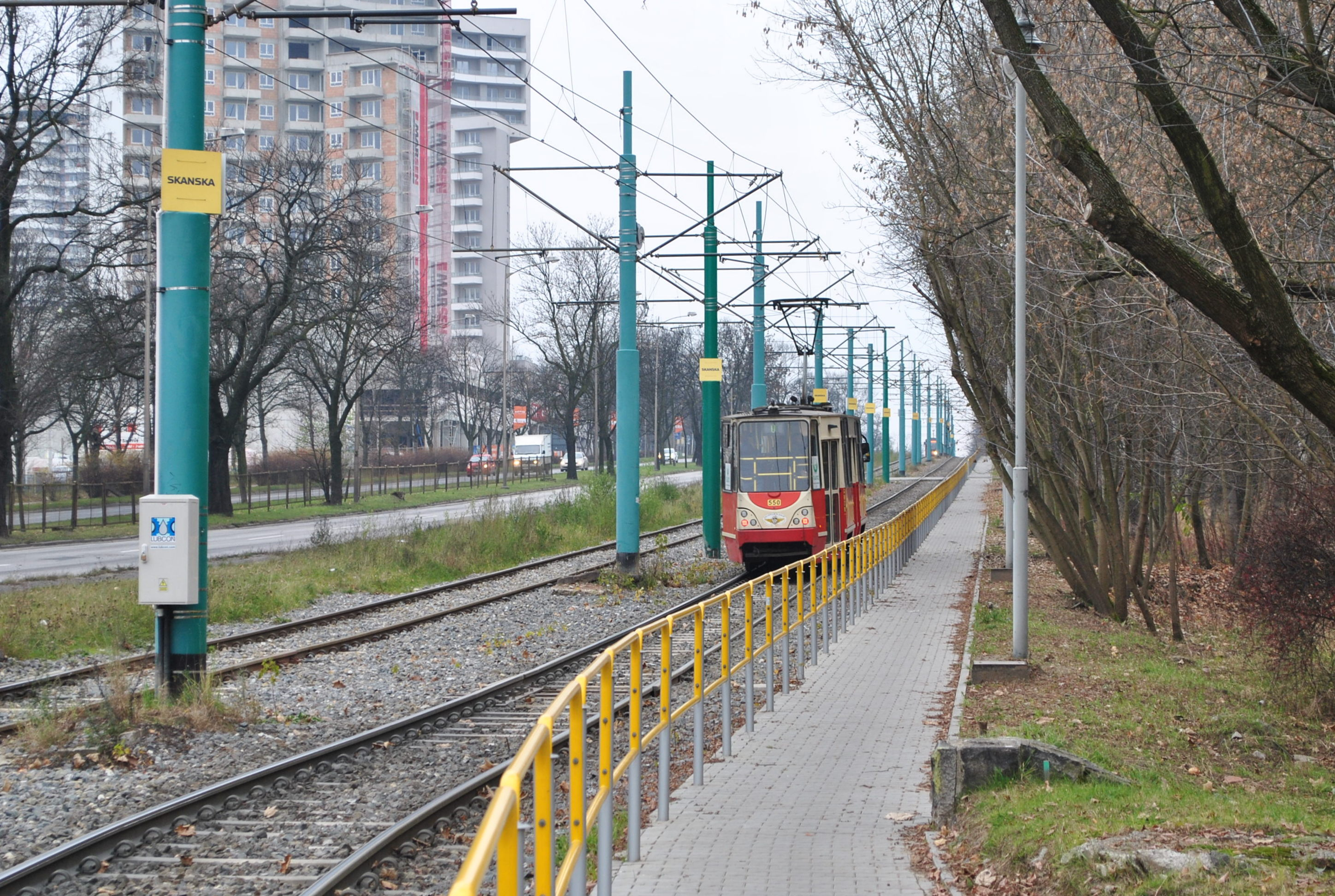
近代化工事が行われた区間（2014年撮影）

## 系統
2021年12月現在、シレジア・インターアーバンには以下の系統が存在する。
| 系統番号 | 経路 | 経由都市                                                                                       | 備考 |
| -------- | --- | ---------------------------------------------------------------------------------------------- | --- |
| 0        | Stroszek Zajezdnia → Zawodzie Zajezdnia Zawodzie Zajezdnia → Chorzów Stadion Śląski Pętla Zach.            | ビトム ホジュフ カトヴィツェ                                                                   | 以下の区間は一部列車のみ運行 ・Stroszek Zajezdnia - Chorzów Stadion Śląski Pętla Zach. ・Katowice Plac Wolności - Zawodzie Zajezdnia ・Zawodzie Zajezdnia → Katowice Plac Wolności                 |
| 1        | Gliwice Zajezdnia - Chebzie Pętla                                                                          | グリヴィツェ ザブジェ ルダ・シロンスカ                                                         | [ 32 ] |
| 2        | Gliwice Zajezdnia → Stroszek Zajezdnia Bytom Plac Sikorskiego → Gliwice Zajezdnia                          | グリヴィツェ ザブジェ ビトム                                                                   | Bytom Jagiellońska → Bytom Plac Sikorskiego、Bytom Plac Sikorskiego → Stroszek Zajezdnia間は一部列車のみ運行                                                                                       |
| 3        | Stroszek Zajezdnia → Makoszowy Pętla Makoszowy Pętla → Zabrze Pole Ludwik                                  | ビトム ザブジェ グリヴィツェ                                                                   | Stroszek Zajezdnia → Zabrze Pole Ludwik間は一部列車のみ運行 |
| 4        | Gliwice Zajezdnia → Zaborze Pętla                                                                          | グリヴィツェ ザブジェ                                                                          | [ 35 ] |
| 5        | Zaborze Pętla → Stroszek Zajezdnia Bytom Plac Sikorskiego → Zaborze Pętla                                  | ザブジェ グリヴィツェ ビトム                                                                   | Bytom Jagiellońska → Bytom Plac Sikorskiego、Bytom Plac Sikorskiego → Stroszek Zajezdnia間は一部列車のみ運行                                                                                       |
| 6        | Brynów Centrum Przesiadkowe - Bytom Szkoła Medyczna                                                        | カトヴィツェ ホジュフ ビトム                                                                   | [ 37 ] |
| 7        | Zawodzie Zajednia - Bytom Plac Sikorskiego                                                                 | カトヴィツェ ホジュフ シフィエントフウォヴィツェ ビトム                                        | Zawodzie Zajednia - Zawodzie Centrum Przesiadkowe間は一部列車のみ運行 |
| 9        | Gliwice Zajezdia → Chorzów Stadion Śląski Chorzów Stadion Śląski → Stroszek Zajezdnia                      | グリヴィツェ ザブジェ ルダ・シロンスカ ビトム シフィエントフウォヴィツェ ホジュフ カトヴィツェ | 以下の区間の電停は一部列車のみ停車 ・Gliwice Zajezdia → Bytom Plac Sikorskiego ・Bytom Jagiellońska → Bytom Zamłynie ・Chebzie Pawła - Chebzie Pętla ・Bytom Plac Sikorskiego → Stroszek Zajezdnia |
| 11       | Stroszek Zajezdnia → Katowice Plac Miarki Katowice Plac Miarki → Chorzów Metalowców                        | ビトム ホジュフ カトヴィツェ                                                                   | Stroszek Zajezdnia - Chorzów Metalowców間は一部列車のみ運行 |
| 13       | Siemianowice Plac Skargi - Katowice Plac Wolności                                                          | シェミャノヴィツェ・シロンスキェ カトヴィツェ                                                  | Katowice Rynek - Katowice Dworzec PKP間の電停は一部列車のみ停車 |
| 14       | Zawodzie Zajezdnia → Brynów Centrum Przesiadkowe Brynów Centrum Przesiadkowe → Szopienice Pętla            | カトヴィツェ                                                                                   | Zawodzie Zajezdnia → Szopienice Pętla間は一部列車のみ運行 |
| 15       | Osiedle Zamkowe Pętla - Katowice Plac Wolności                                                             | ベンジン ソスノヴィエツ カトヴィツェ                                                           | Osiedle Zamkowe Pętla - Pogoń Akademiki間は一部列車のみ運行 |
| 16       | Siemianowice Plac Skargi →Brynów Centrum Przesiadkowe Brynów Centrum Przesiadkowe → Wełnowiec Plac Alfreda | シェミャノヴィツェ・シロンスキェ カトヴィツェ                                                  | Siemianowice Plac Skargi - Wełnowiec Plac Alfreda、Katowice Rynek - Katowice Św. Jana間は一部列車のみ運行                                                                                          |
| 17       | Gliwice Zajezdnia → Chorzów Rynek Chorzów Rynek →Stroszek Zajezdnia                                        | グリヴィツェ ザブジェ ビトム シフィエントフウォヴィツェ ホジュフ                               | 以下の区間の電停は一部列車のみ停車 ・Gliwice Zajezdnia → Bytom Plac Sikorskiego ・Bytom Łagiewnicka → Bytom Jagiellońska ・Bytom Plac Sikorskiego → Stroszek Zajezdnia                             |
| 19       | Stroszek Zajezdnia - Katowice Plac Wolności                                                                | ビトム ホジュフ カトヴィツェ                                                                   | [ 46 ] |
| 20       | Szopienice Pętla - Chorzów Batory Zajezdnia                                                                | カトヴィツェ ホジュフ                                                                          | [ 47 ] |
| 21       | Tworzeń Huta Katowice - Milowice Pętla                                                                     | ドンブロヴァ・グルニチャ ベンジン ソスノヴィエツ                                               | [ 48 ] |
| 22       | Czeladź Dworzec - Tworzeń Huta Katowice                                                                    | チェラチ ベンジン ドンブロヴァ・グルニチャ                                                     | [ 49 ] |
| 23       | Chorzów Stadion Śląski Pętla Zach. - Zawodzie Zajezdnia                                                    | カトヴィツェ                                                                                   | [ 50 ] |
| 26       | Osiedle Zamkowe Pętla - Konstantynów Okrzei                                                                | ソスノヴィエツ ベンジン                                                                        | Osiedle Zamkowe Pętla - Pogoń Akademiki間は一部列車のみ運行 |
| 27       | Osiedle Zamkowe Pętla - Konstantynów Okrzei                                                                | ソスノヴィエツ ベンジン                                                                        | [ 52 ] |
| 28       | Osiedle Zamkowe Pętla - Tworzeń Huta Katowice                                                              | ベンジン ドンブロヴァ・グルニチャ                                                              | [ 53 ] |
| 35       | Osiedle Zamkowe Pętla - Zagórze Pętla                                                                      | ベンジン ソスノヴィエツ                                                                        | Osiedle Zamkowe Pętla - Zagórze Pętla間は一部列車のみ運行 |
| 36       | Zawodzie Zajezdnia - Brynów Centrum Przesiadkowe                                                           | カトヴィツェ                                                                                   | [ 55 ] |
| 38       | Stroszek Zajezdina → Bytom Powstańców Śląskich Bytom Kościół św. Trójcy → Stroszek Zajezdina               | ビトム                                                                                         | Stroszek Zajezdina → Bytom Powstańców Śląskich間は一部列車のみ運行 |
| 41       | Dąbrowa Górnicza Urząd Pracy Pętla - Milowice Pętla                                                        | ドンブロヴァ・グルニチャ ベンジン ソスノヴィエツ                                               | [ 57 ] |
| 42       | Dąbrowa Górnicza Urząd Pracy Pętla - Czeladź Dworzec                                                       | ドンブロヴァ・グルニチャ ベンジン チェラチ                                                     | [ 58 ] |
| 43       | Gliwice Zajezdna → Chorzów Batory Zajezdnia Chorzów Batory Zajezdnia → Koszutka Słoneczna Pętla            | グリヴィツェ ザブジェ ルダ・シロンスカ シフィエントフウォヴィツェ ホジュフ カトヴィツェ        | Gliwice Zajezdna → Koszutka Słoneczna Pętla、Chorzów Batory Zajezdnia → Chorzów Batory Zajezdnia間は一部列車のみ運行                                                                               |
| 45       | Zawodzie Zajezdnia - Katowice Plac Wolności                                                                | カトヴィツェ                                                                                   | [ 60 ] |
| 46       | Zawodzie Zajezdnia → Zawodzie Zajezdnia Brynów Centrum Przesiadkowe → Koszutka Słoneczna Pętla             | カトヴィツェ                                                                                   | Zawodzie Zajezdnia方面はラケット式環状系統 |
| 49       | Stroszek Zajezdnia - Bytom Plac Sikorskiego                                                                | ビトム                                                                                         | [ 62 ] |

## 車両

### 営業用車両
2021年現在、シレジア・インターアーバンで営業運転に使用されている車両は以下の通り。これらの車両は以下の4都市に設置されている車庫に配置され、各車庫が管理する区域の系統で運用に就いている他、修理はホジュフに位置する車両工場で行われる。
- 第1区域（Rejon Nr 1） - ベンジン（ポーランド語版）
- 第2区域（Rejon Nr 2） - カトヴィツェ
- 第3区域（Rejon Nr 3） - ビトム
- 第4区域（Rejon Nr 4） - グリヴィツェ

車庫・車両工場
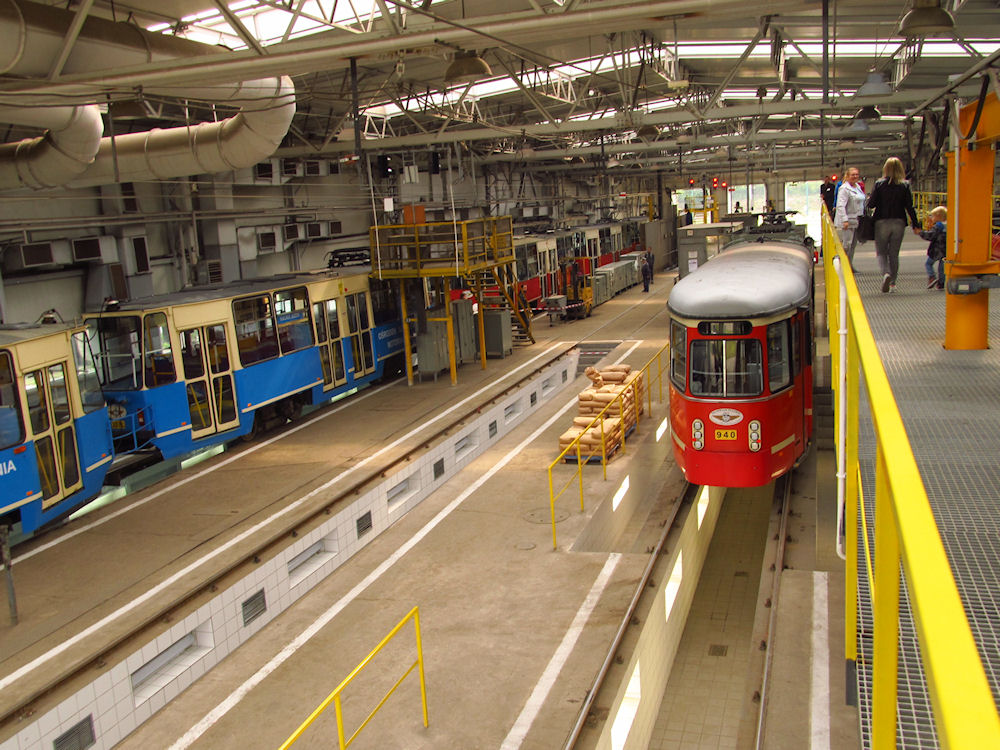
ベンジン（ポーランド語版）（2016年撮影）
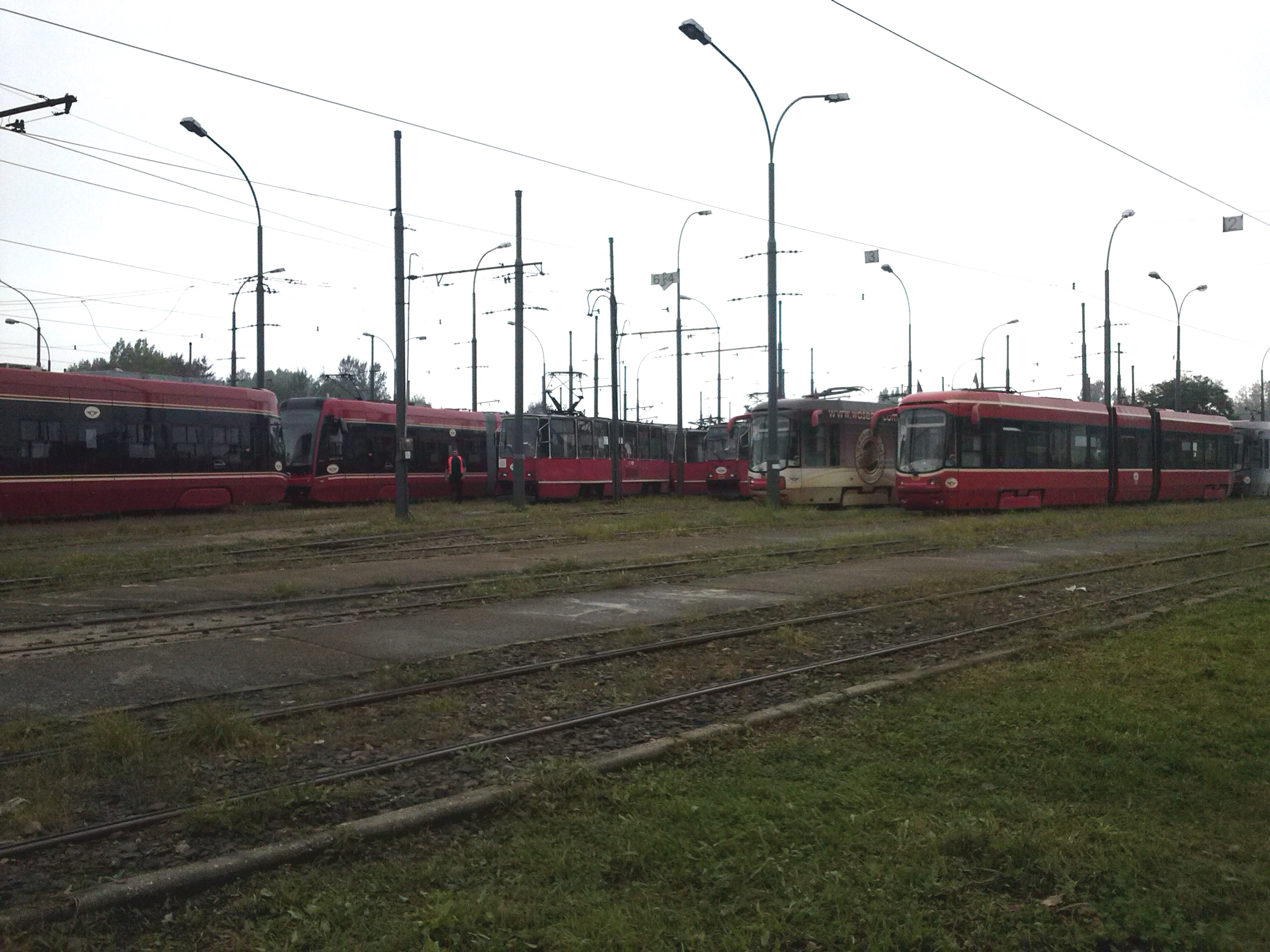
カトヴィツェ（2014年撮影）
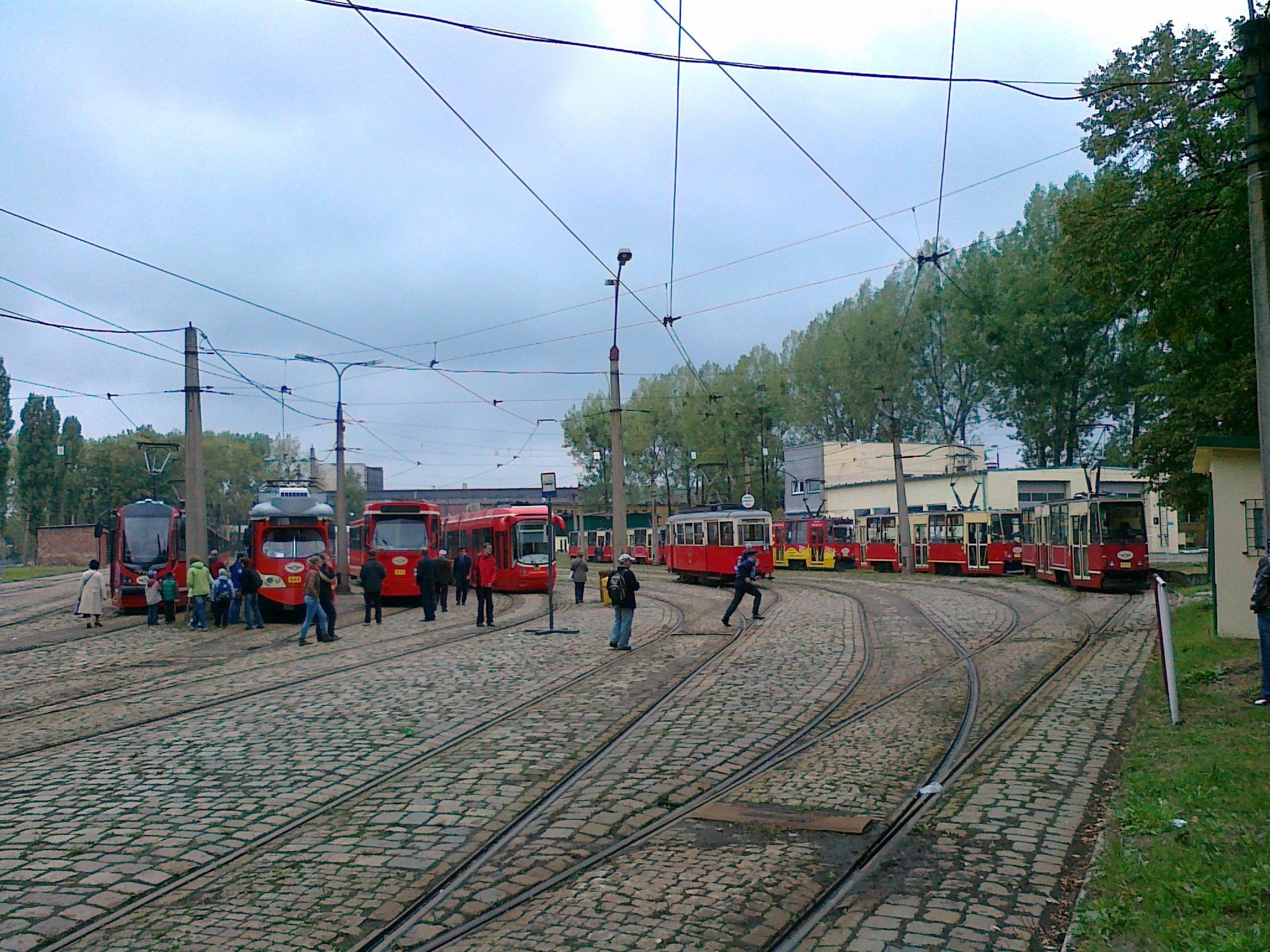
ビトム（2013年撮影）
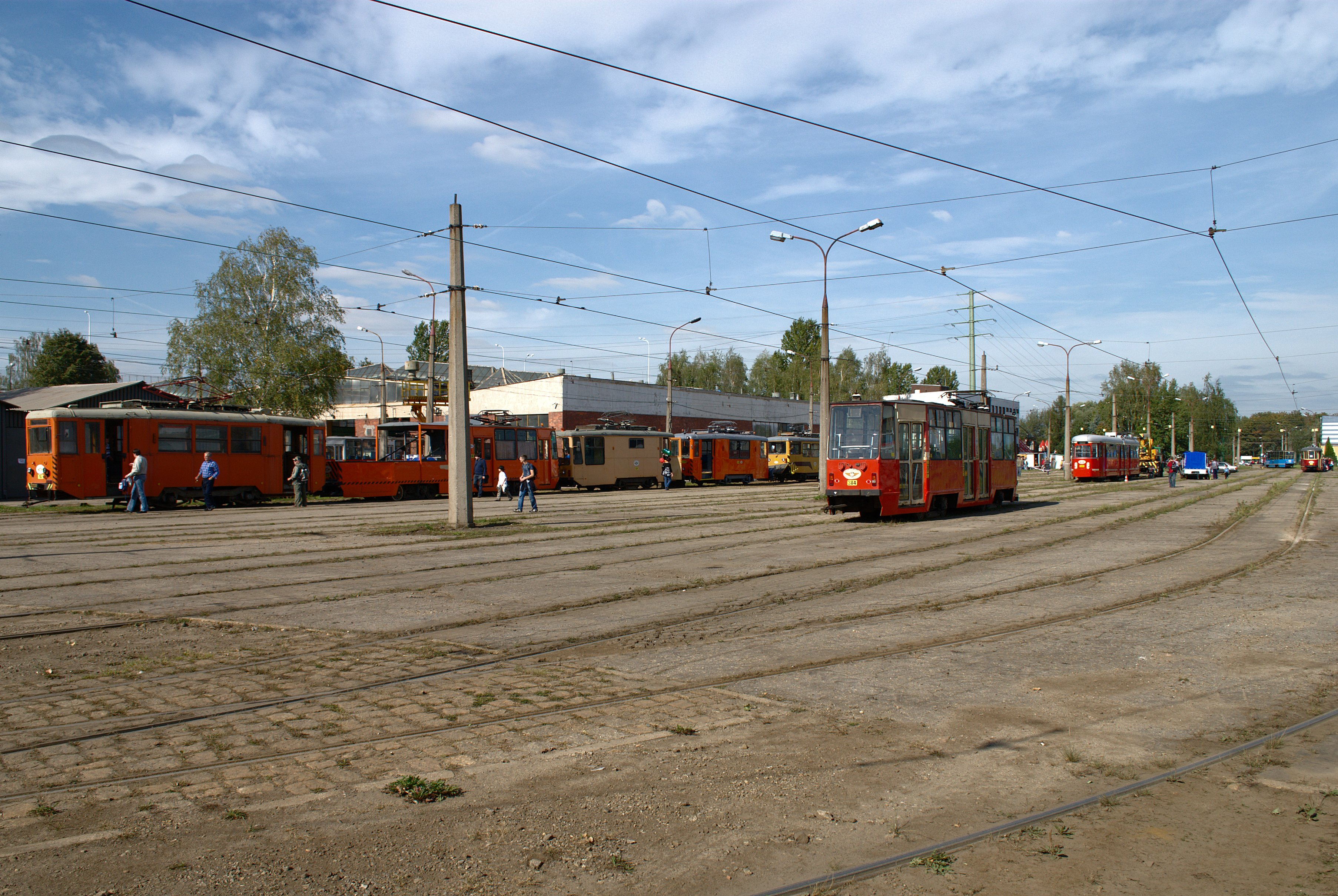
グリヴィツェ（2012年撮影）
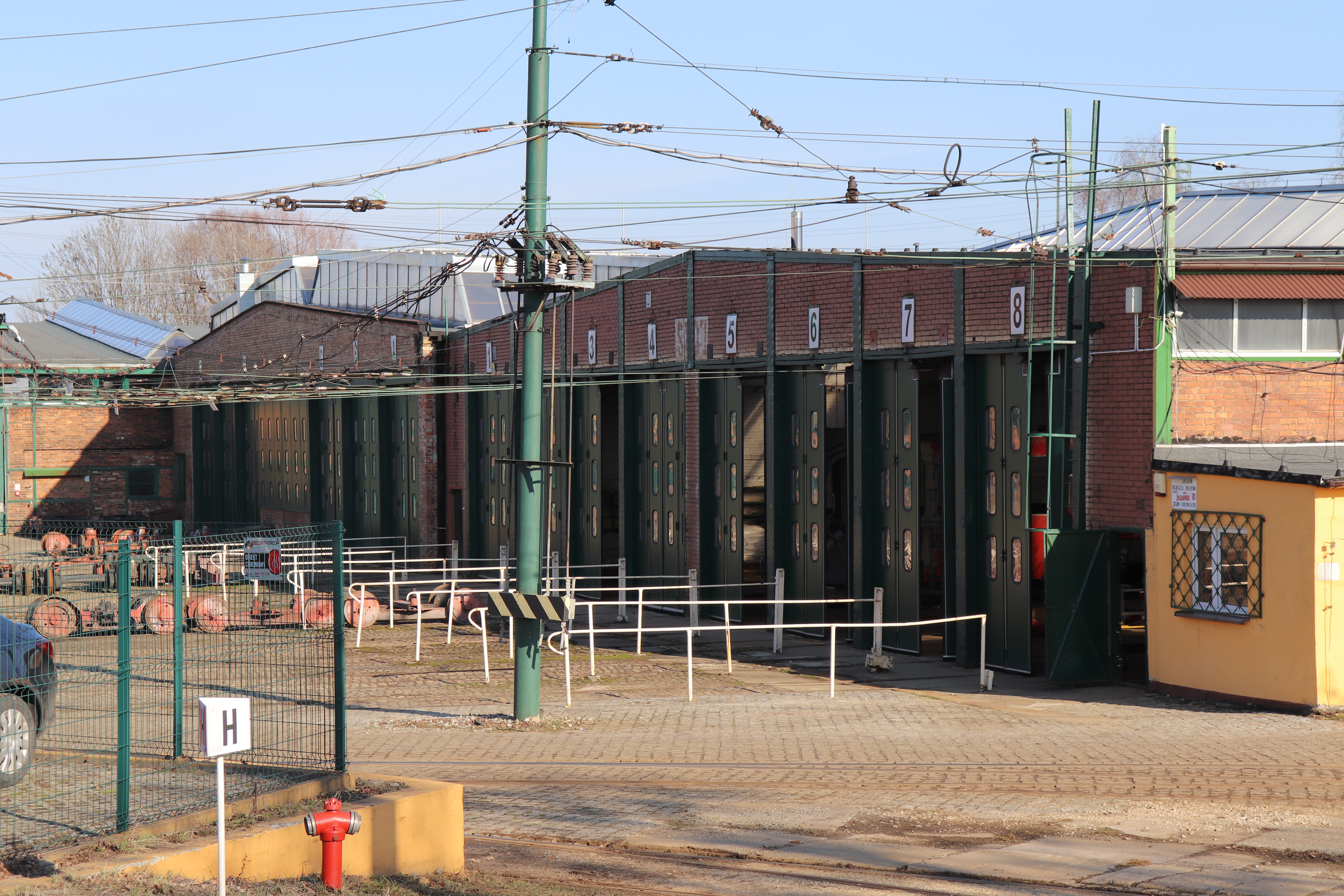
ホジュフ（2019年撮影）

#### 一覧
| シレジア・インターアーバン 営業用車両一覧 (2024年3月1日現在) | シレジア・インターアーバン 営業用車両一覧 (2024年3月1日現在) | シレジア・インターアーバン 営業用車両一覧 (2024年3月1日現在) | シレジア・インターアーバン 営業用車両一覧 (2024年3月1日現在) | シレジア・インターアーバン 営業用車両一覧 (2024年3月1日現在) | シレジア・インターアーバン 営業用車両一覧 (2024年3月1日現在) | シレジア・インターアーバン 営業用車両一覧 (2024年3月1日現在) | シレジア・インターアーバン 営業用車両一覧 (2024年3月1日現在) | シレジア・インターアーバン 営業用車両一覧 (2024年3月1日現在) |
| 形式                                                         | 形式                                                         | 車種                                                         | 両数                                                         | 両数                                                         | 両数                                                         | 両数                                                         | 両数                                                         | 備考                                                         |
| 形式                                                         | 形式                                                         | 車種                                                         | ベンジン                                                     | カトヴィツェ                                                 | ビトム                                                       | グリヴィツェ                                                 | 合計                                                         | 備考                                                         |
| ------------------------------------------------------------ | ------------------------------------------------------------ | ------------------------------------------------------------ | ------------------------------------------------------------ | ------------------------------------------------------------ | ------------------------------------------------------------ | ------------------------------------------------------------ | ------------------------------------------------------------ | ------------------------------------------------------------ |
| N                                                            | N                                                            | 2軸車                                                        | -                                                            | -                                                            | 2両                                                          | -                                                            | 2両                                                          |                                                              |
| 105N                                                         | 105N                                                         | ボギー車                                                     | -                                                            | 1両                                                          | -                                                            | -                                                            | 1両                                                          |                                                              |
| 105Na                                                        | 105Na                                                        | ボギー車                                                     | 14両                                                         | 5両                                                          | 10両                                                         | 16両                                                         | 45両                                                         |                                                              |
| 105Na                                                        | 105N-2K 105 2K                                               | ボギー車                                                     | 9両                                                          | -                                                            | 16両                                                         | 6両                                                          | 31両                                                         | 更新車両                                                     |
| 105Na                                                        | 105N-HF 11AC                                                 | ボギー車                                                     | 14両                                                         | 4両                                                          | 15両                                                         | 12両                                                         | 45両                                                         | 更新車両                                                     |
| 105Na                                                        | 105NF C                                                      | ボギー車                                                     | 8両                                                          | -                                                            | 14両                                                         | 9両                                                          | 31両                                                         | 更新車両                                                     |
| 111N                                                         | 111N                                                         | ボギー車                                                     | -                                                            | -                                                            | -                                                            | 6両                                                          | 6両                                                          |                                                              |
| 116Nd                                                        | 116Nd                                                        | 3車体連接車                                                  | -                                                            | -                                                            | -                                                            | 17両                                                         | 17両                                                         | 部分超低床電車 8両は更新工事を実施                           |
| PT8                                                          | PT8                                                          | 3車体連接車                                                  | -                                                            | -                                                            | -                                                            | 5両                                                          | 5両                                                          |                                                              |
| PT8                                                          | Ptm                                                          | 3車体連接車                                                  | 5両                                                          | -                                                            | -                                                            | 5両                                                          | 10両                                                         | 更新車両 部分超低床電車                                      |
| E1                                                           | E1                                                           | 2車体連接車                                                  | 2両                                                          | -                                                            | -                                                            | -                                                            | 2両                                                          | 臨時列車用                                                   |
| "ツイスト"                                                   | 2012N                                                        | 3車体連接車                                                  | 10両                                                         | 20両                                                         | -                                                            | -                                                            | 30両                                                         | 部分超低床電車                                               |
| "ツイスト"                                                   | 2012N-10                                                     | 3車体連接車                                                  | -                                                            | 8両                                                          | -                                                            | -                                                            | 8両                                                          | 部分超低床電車                                               |
| "ツイスト"                                                   | 2017N                                                        | 3車体連接車                                                  | -                                                            | 32両                                                         | -                                                            | -                                                            | 32両                                                         | 部分超低床電車                                               |
| "モデルス・ベータ"                                           | MF 16 AC BD                                                  | 3車体連接車                                                  | 5両                                                          | -                                                            | 7両                                                          | -                                                            | 12両                                                         | 部分超低床電車                                               |
| "モデルス・ベータ"                                           | MF 11 AC BD                                                  | ボギー車                                                     | -                                                            | -                                                            | 3両                                                          | -                                                            | 3両                                                          | 部分超低床電車                                               |
| "モデルス・ベータ"                                           | MF 10 AC                                                     | ボギー車                                                     | 5両                                                          | -                                                            | 8両                                                          | -                                                            | 13両                                                         | 部分超低床電車                                               |
| 合計                                                         | 合計                                                         | 合計                                                         | 72両                                                         | 70両                                                         | 75両                                                         | 76両                                                         | 293両                                                        |                                                              |

#### N

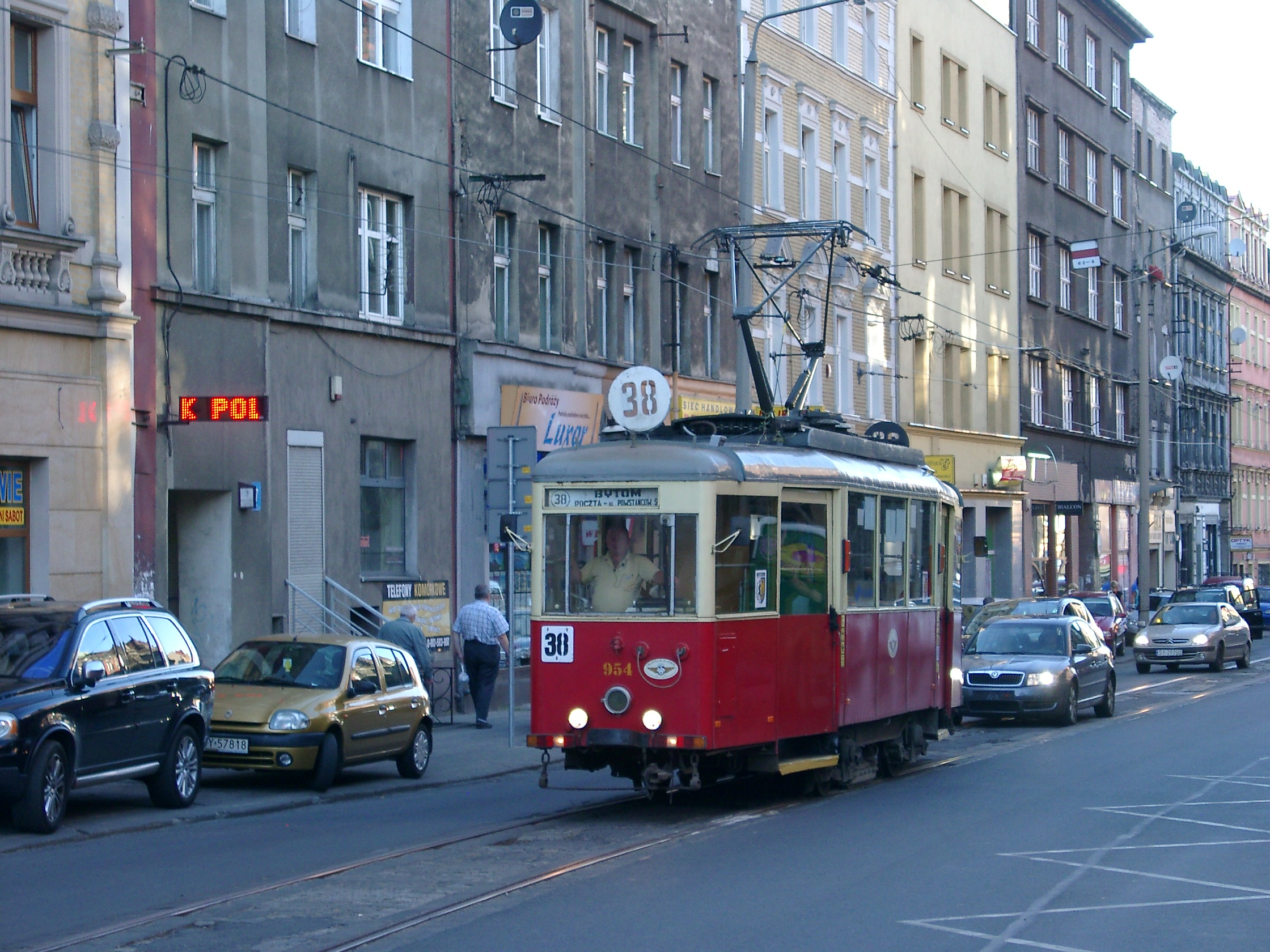
N（2013年撮影）

第二次世界大戦中に製造されたドイツの戦時型2軸車（クリークスシュトラーセンバーンワーゲン）を基に、戦後のポーランドで開発された車両。シレジア・インターアーバンには1949年以降1954年までに137両が導入された。2021年現在も近代化工事を受けた2両（954、1118）が営業用車両として在籍し、ビトム市内を走る38号線で営業運転に使用されている。

#### 105N・105Na

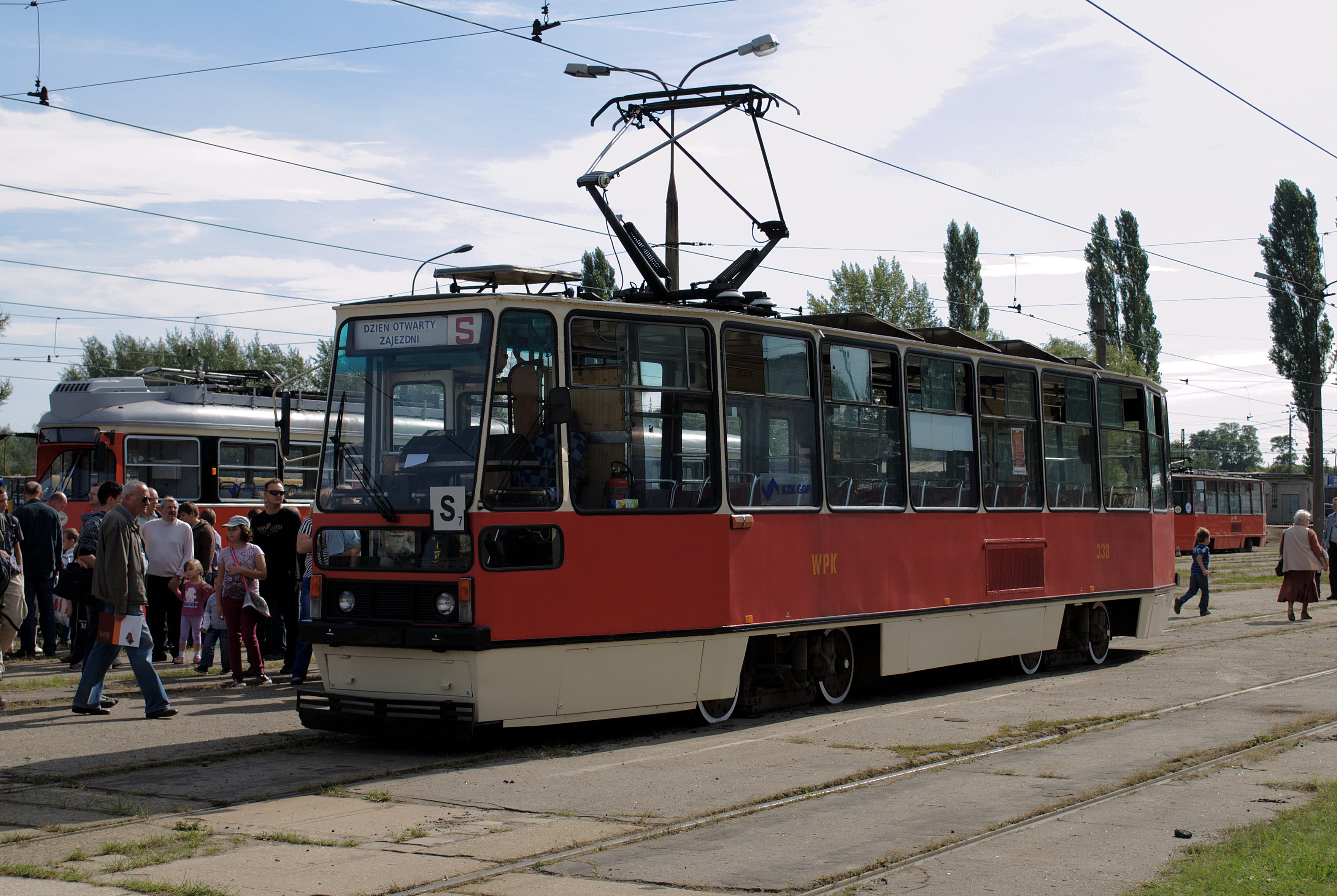
105N（2012年撮影）

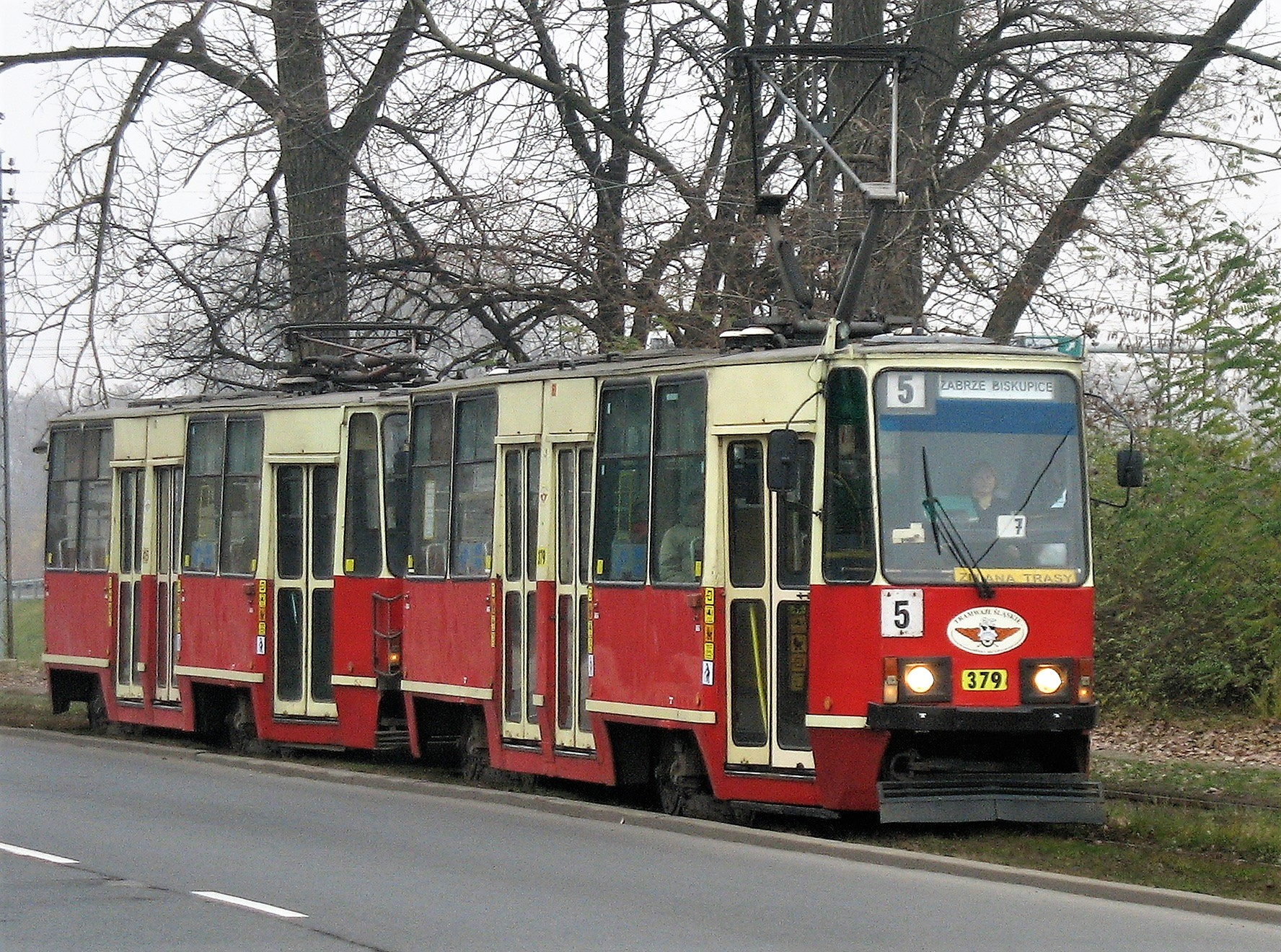
105Na（2011年撮影）

アメリカ合衆国で開発された高性能路面電車・PCCカーの技術を基に開発された、抵抗制御方式を採用しているボギー車。シレジア・インターアーバンには新造車両として1975年以降105Nは264両、制御装置や車体構造を変更した105Naは227両導入された他、2006年と2008年にもクラクフ市電から36両の105Naの譲渡が行われた。2000年代以降は一部車両に対してポーランド各地の企業・工場で近代化工事が行われており、前面形状の変更、車内の座席や床の滑り止めの交換、電気機器の更新など多岐に渡る工事が実施されている。
また、1989年には電機子チョッパ制御方式を採用した105NTを2両導入したが、故障の頻発を始めとする欠陥が原因となり短期間で営業運転から離脱した。

更新車両
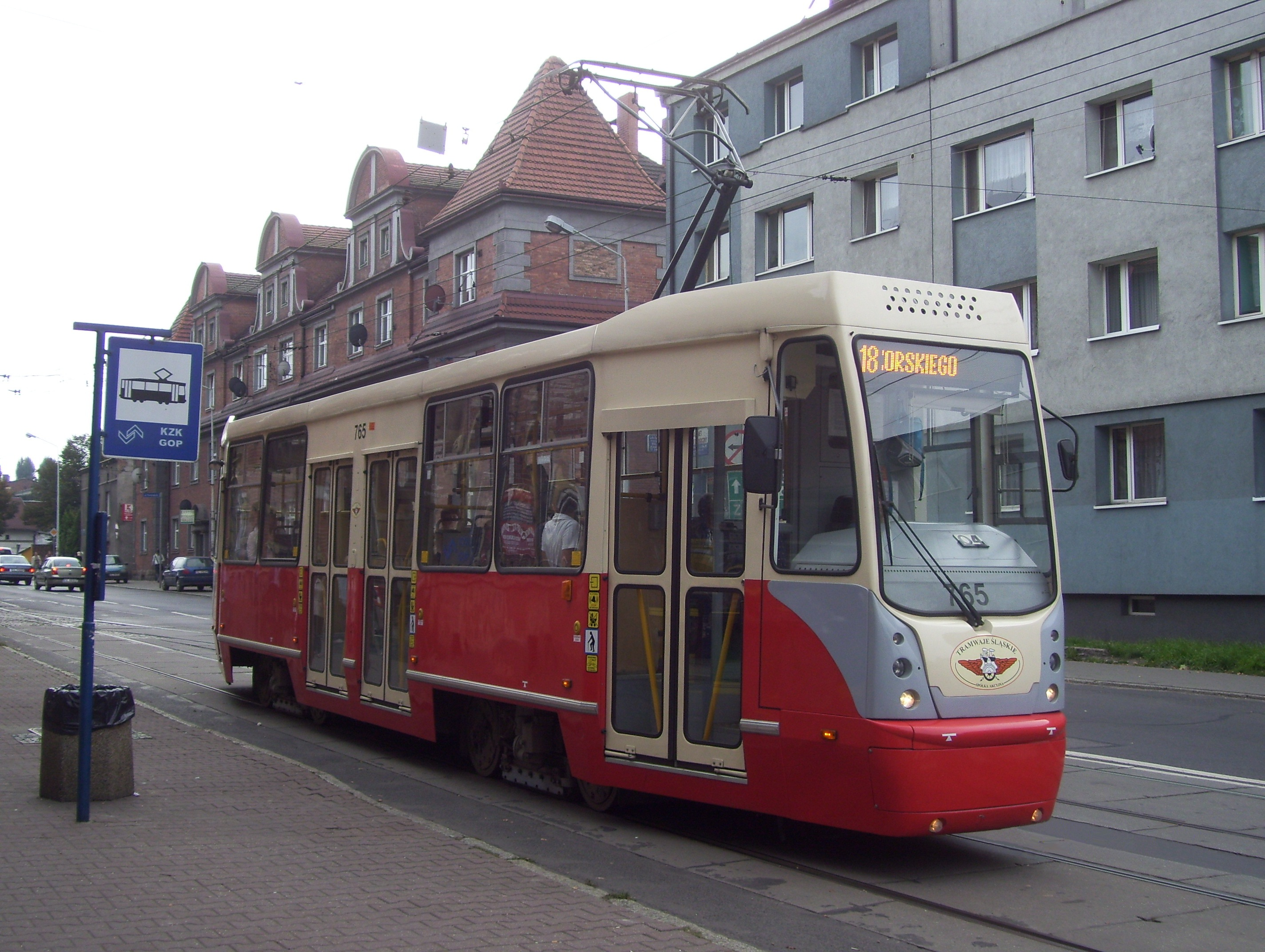
105N-2K（2009年撮影）
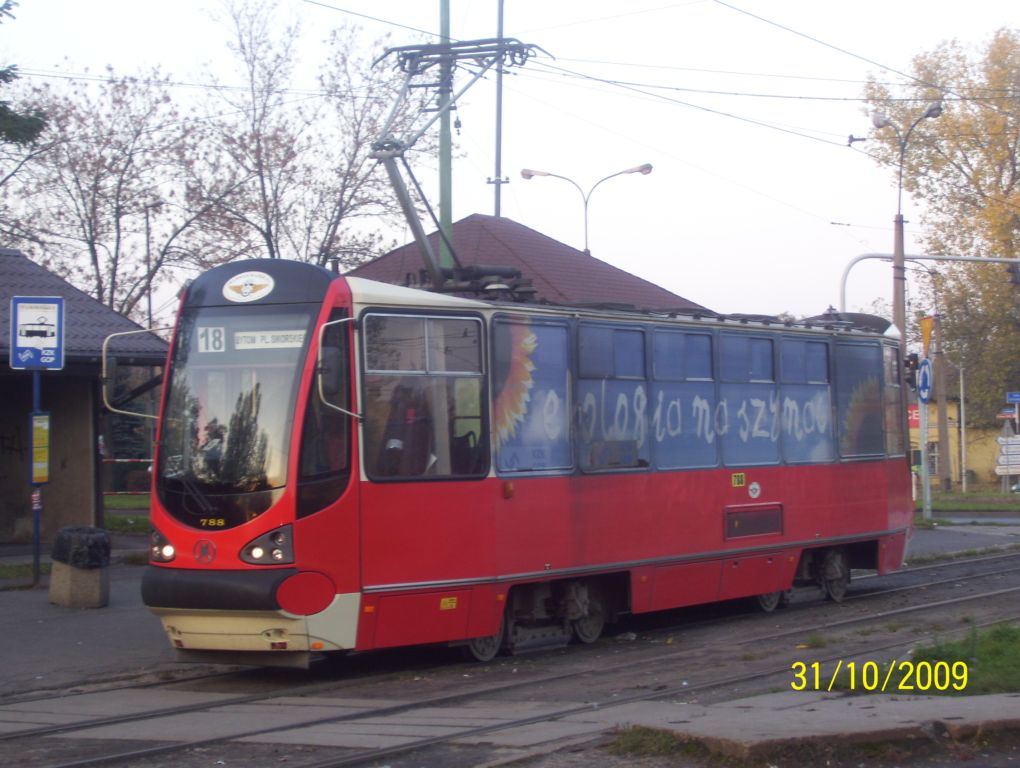
HF 05（2009年撮影）
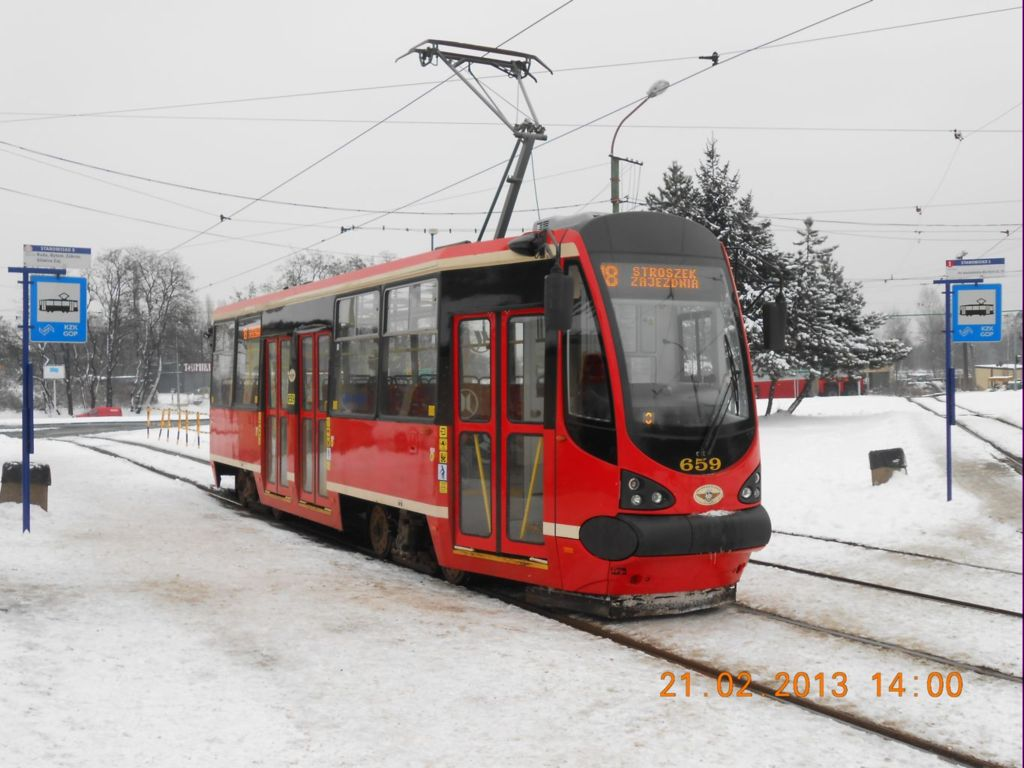
HF 11 AC（2013年撮影）

#### 111N

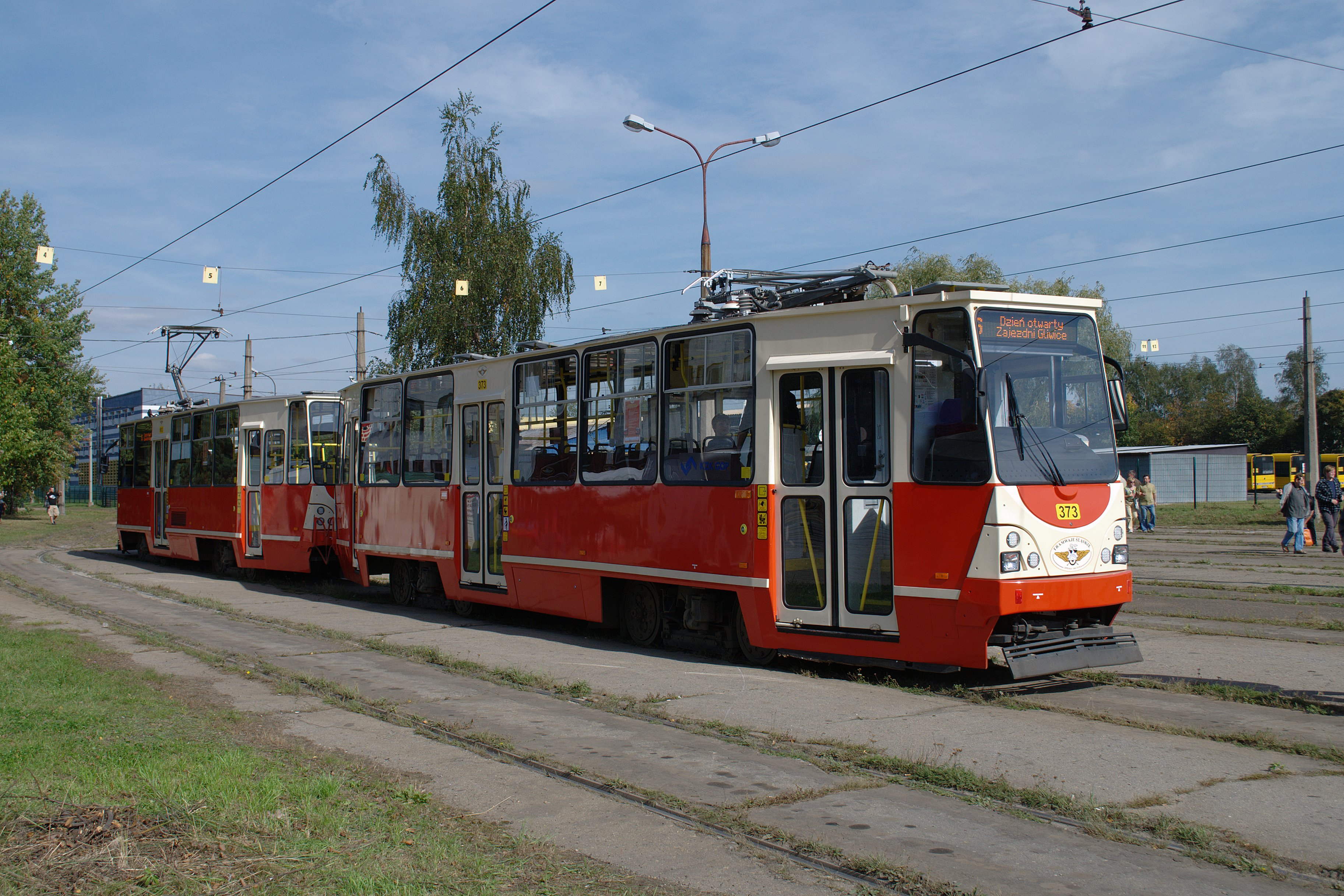
111N（2012年撮影）

1993年から導入が実施された車種。基本的な構造は105Naと同様だが運転台や乗降扉が車体両側に設置されており、ループ線が存在しない系統でも折り返し運転が可能である。ザブルスカ通り（ulicy Zabrskiej）の橋梁改修工事に合わせて導入が実施され、2021年時点で6両が在籍する。

#### 116Nd

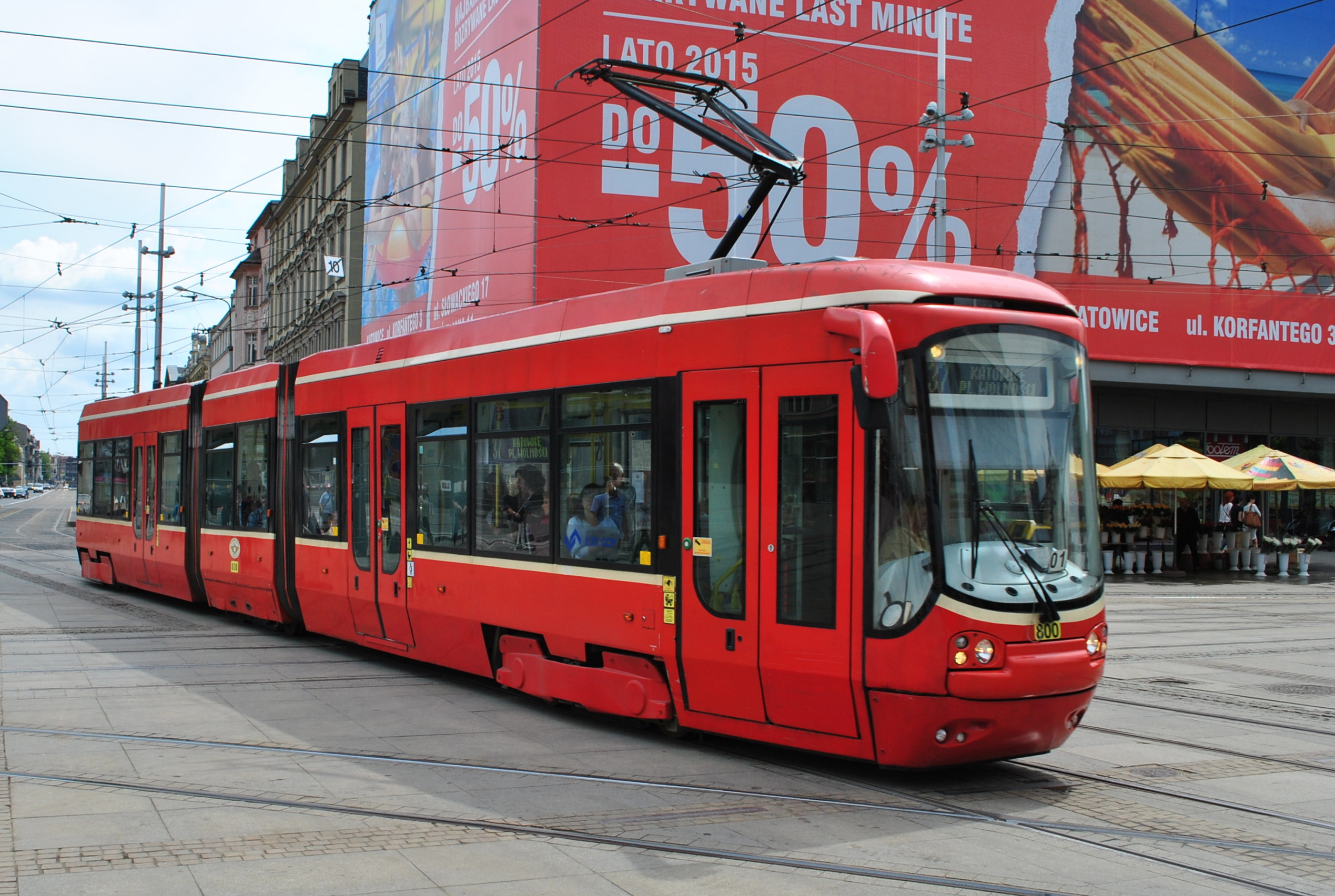
116Nd「カーリク」（2015年撮影）

シレジア・インターアーバン初の超低床電車（部分超低床電車）で、カーリク（Karlik）と言う愛称を持つ。車内の64 %が床上高さを下げた低床構造になっている他、回生ブレーキが搭載されており電力の回収が可能である。2021年時点で17両が在籍しており、うち2両は冷房装置の搭載をはじめとした更新工事が施されている。

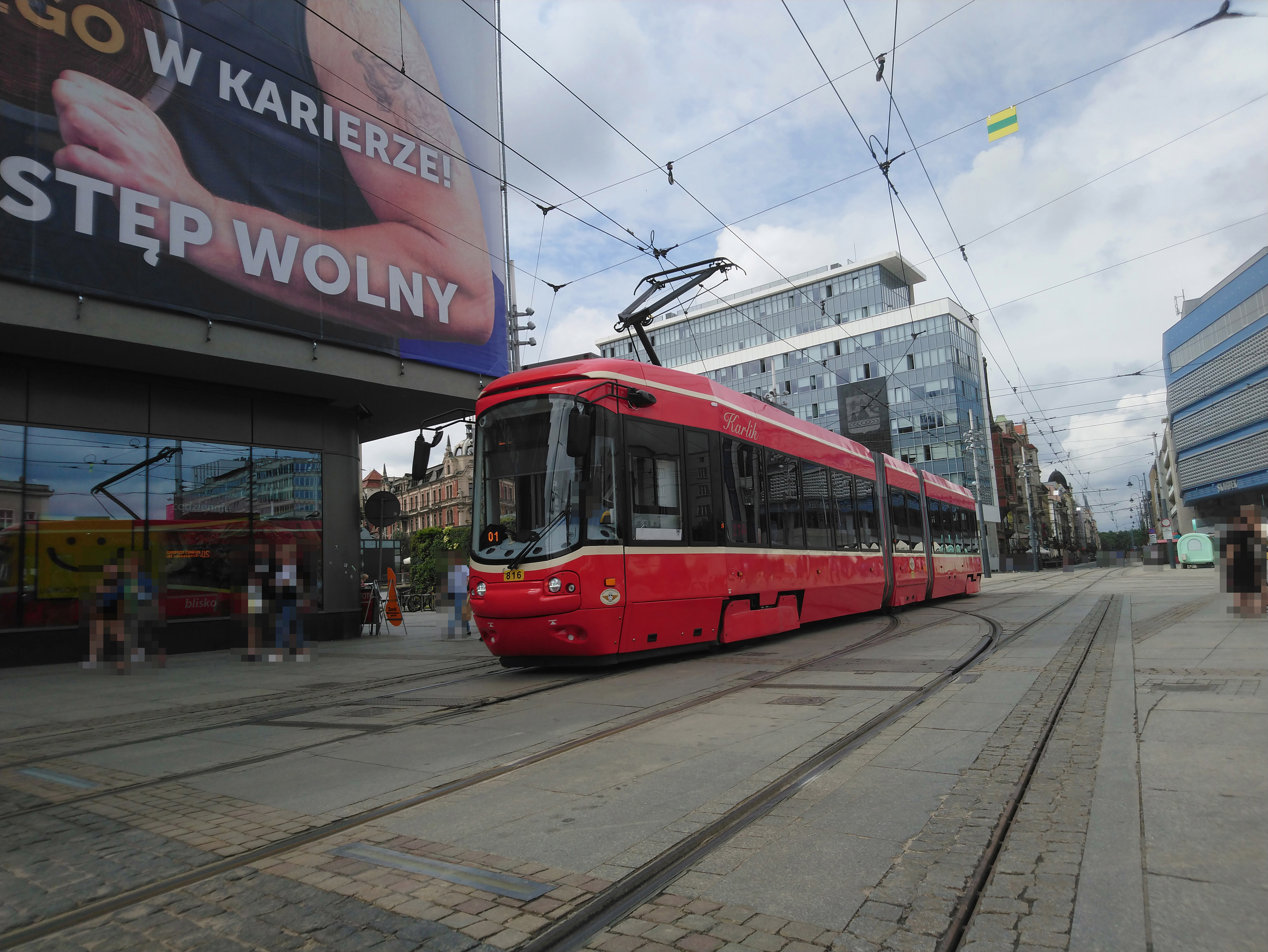
更新工事施工車（116Ndm） （2021年撮影）

#### PT8・Ptm

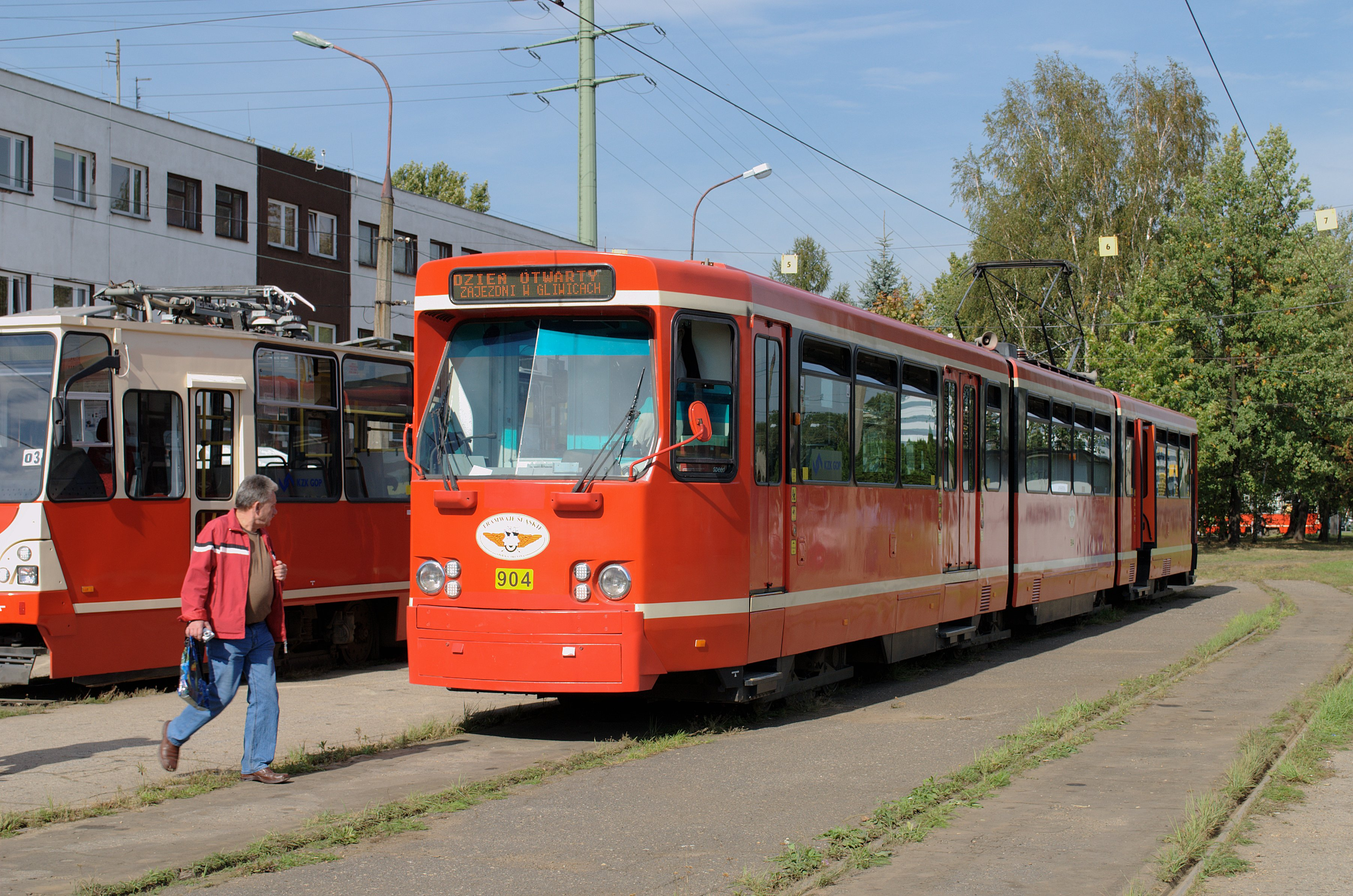
PT8（2012年撮影）

元はドイツのフランクフルト・アム・マインの路面電車（フランクフルト市電）で使用されていた両運転台の3車体連接車。導入に際してはポーランドの安全基準への適合や機器の交換が実施された。その後、10両については中間車体の低床車体への交換、制御方式の電機子チョッパ制御への変更、片運転台・片方向化といった近代化工事が施され、形式名も「Ptm」に改められている。一方で5両については未改造のまま使用されたが、路線の整備が進んだ事による両運転台車両の需要減少やバリアフリーへの未対応といった状況から2024年5月までに営業運転から離脱した。

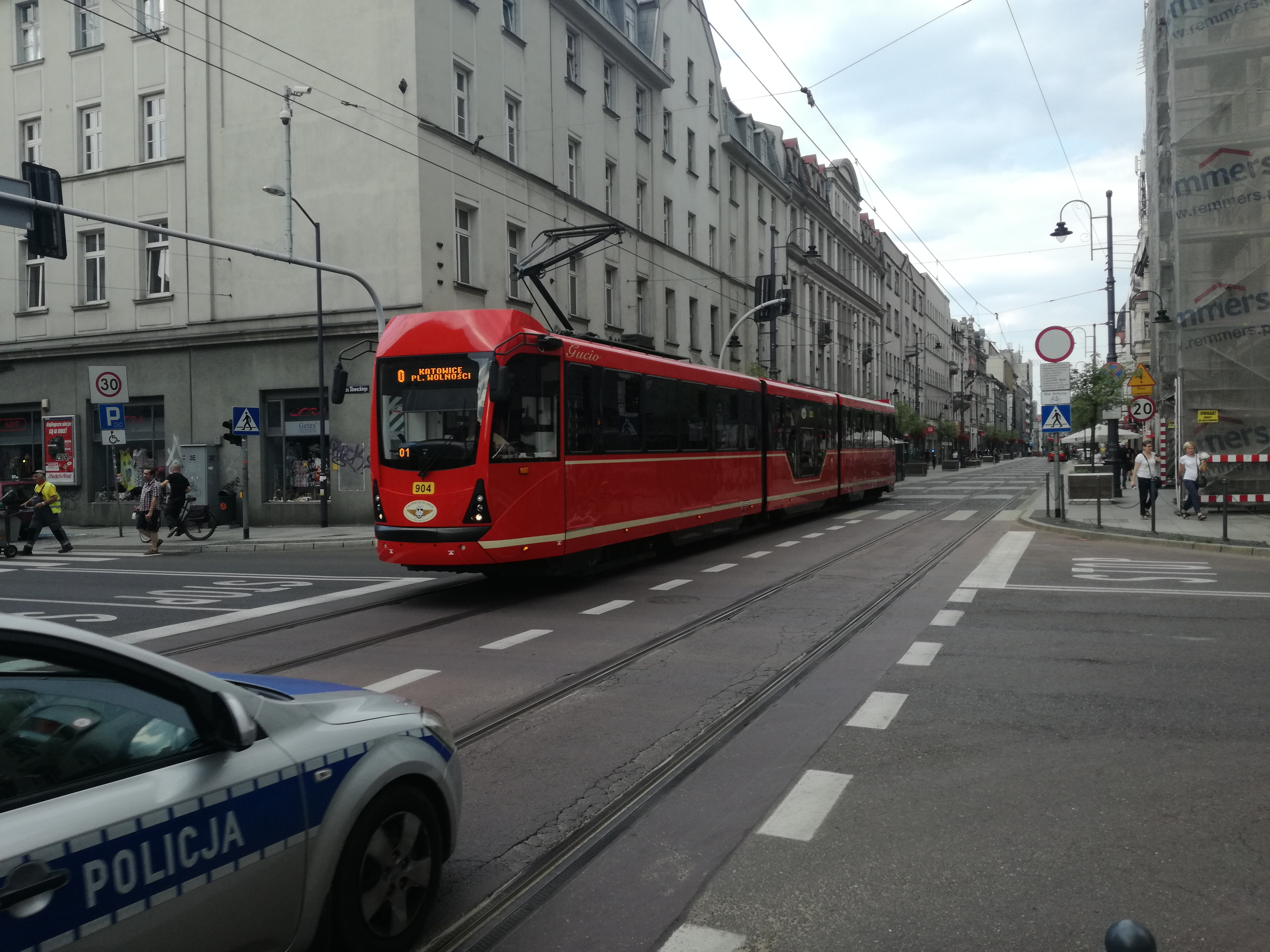
Ptm（2018年撮影）

#### E1

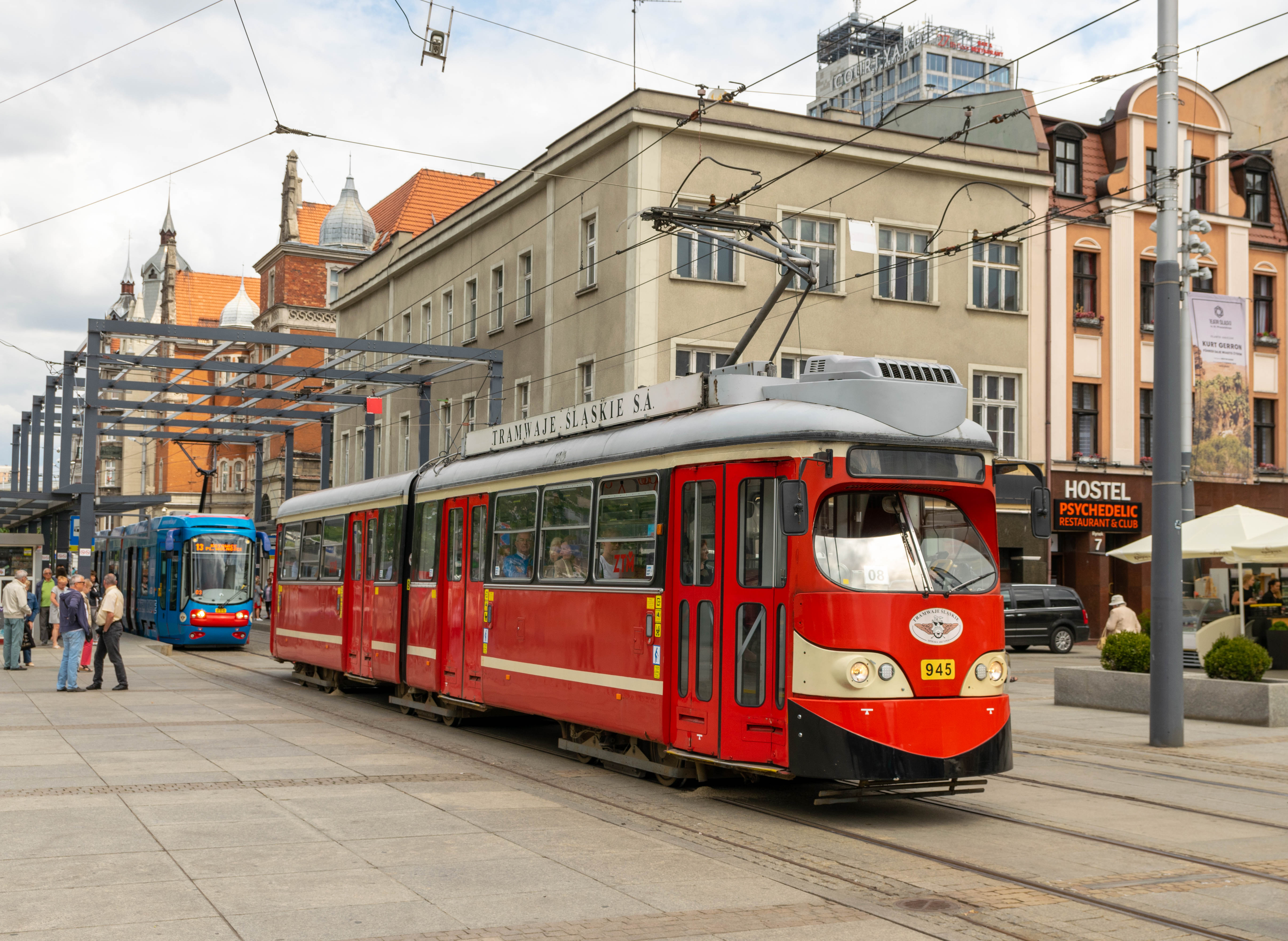
E1（2019年撮影）

元はオーストリアのウィーン（ウィーン市電）へ向けて1970年代に製造された2車体連接車。ポーランドでの使用に合わせた安全対策や近代化などの工事を受けて2011年から2012年にかけて25両が導入されたが、老朽化のため2021年3月14日をもって定期運転を離脱し、同年6月時点で在籍するのは臨時列車用に在籍する2両のみである。

#### 2012N・2012N-10・2017N

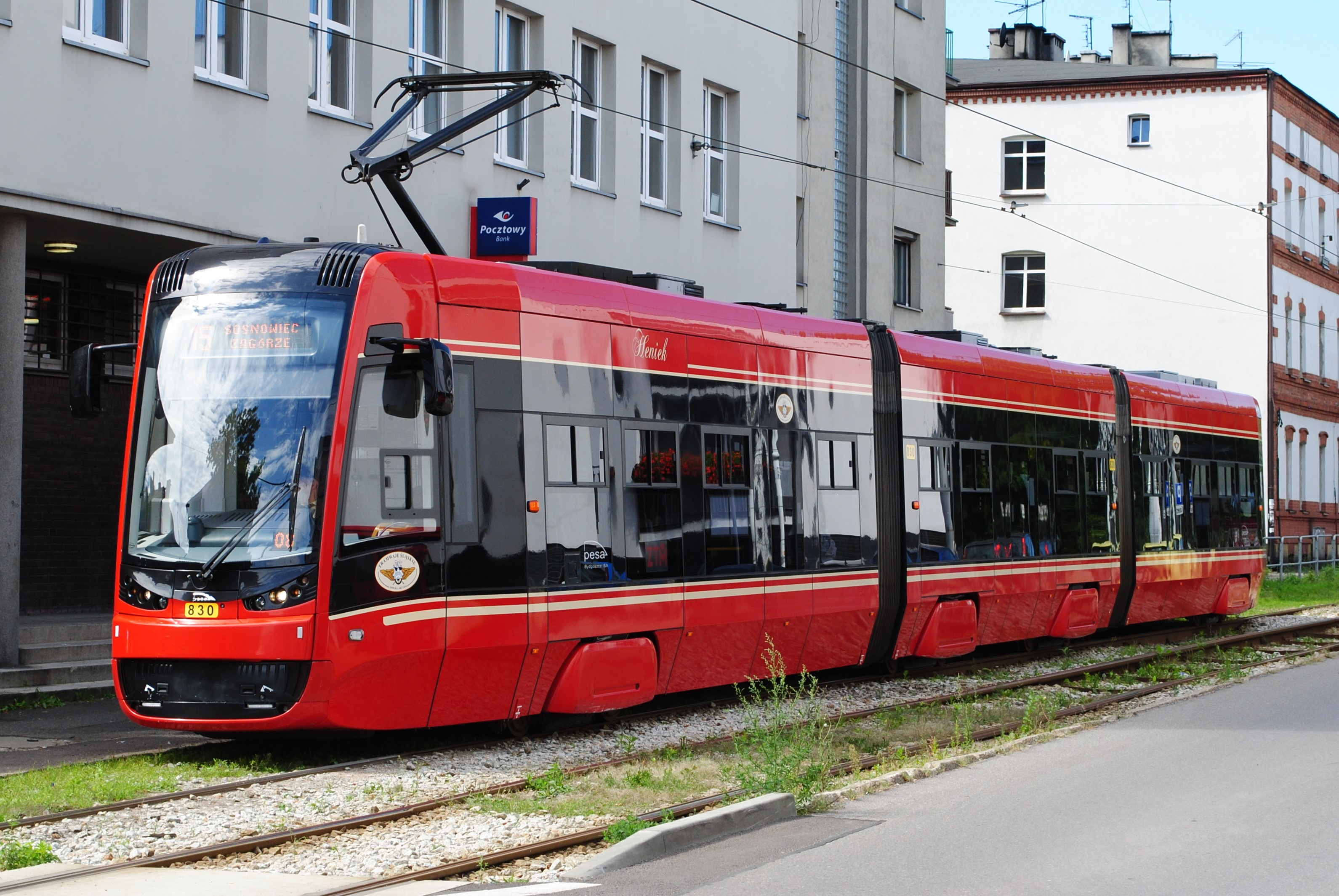
2012N「ステップ」（2020年撮影）

ポーランドの鉄道車両メーカーのペサが開発した部分超低床電車。2013年以降導入が実施されており、2021年現在は以下の車種が在籍する。
- 2012N - 全長32 m、低床率74 %。愛称は「ステップ」（Step）。2013年から2014年にかけて導入。
- 2012N-10 - 2012Nの増備車。2020年以降導入。
- 2017N - 全長25 m、低床率69 %。愛称は「グワレック」（Gwarek）。2020年以降導入。

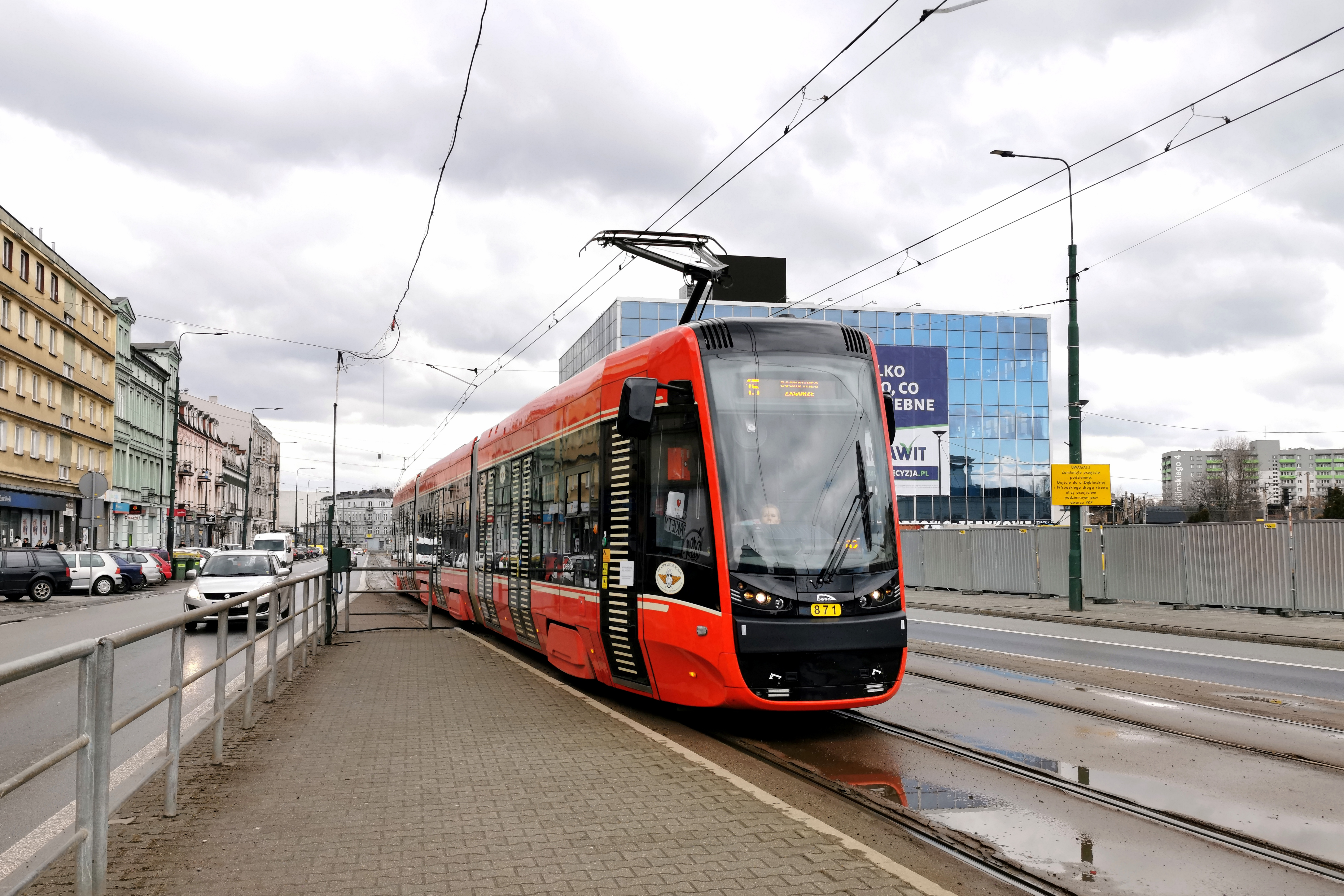
2012N-10「ステップ」（2021年撮影）
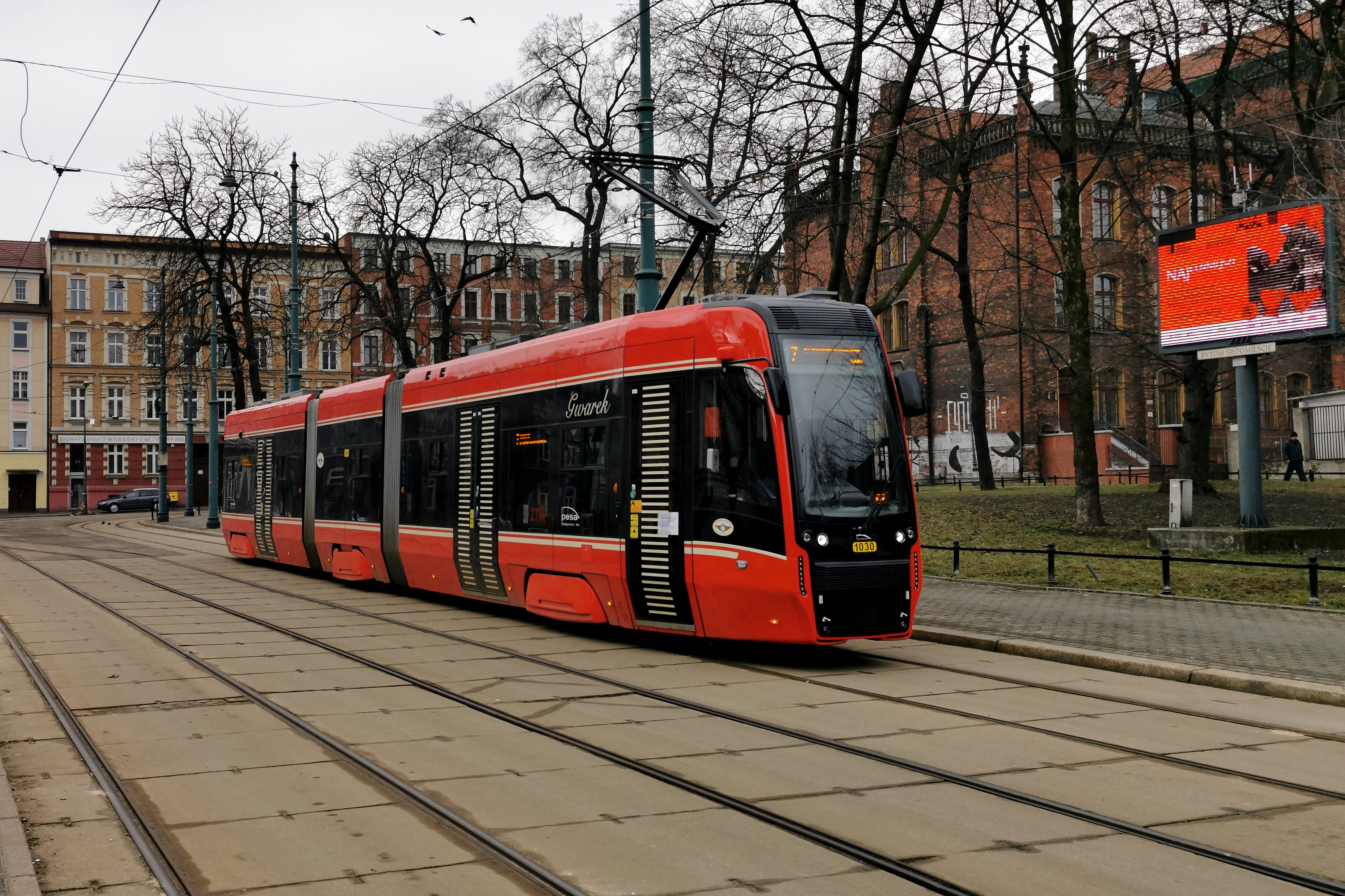
2017N「グワレック」（2021年撮影）

#### MF 16 AC BD・MF 10 AC・MF 11 AC BD

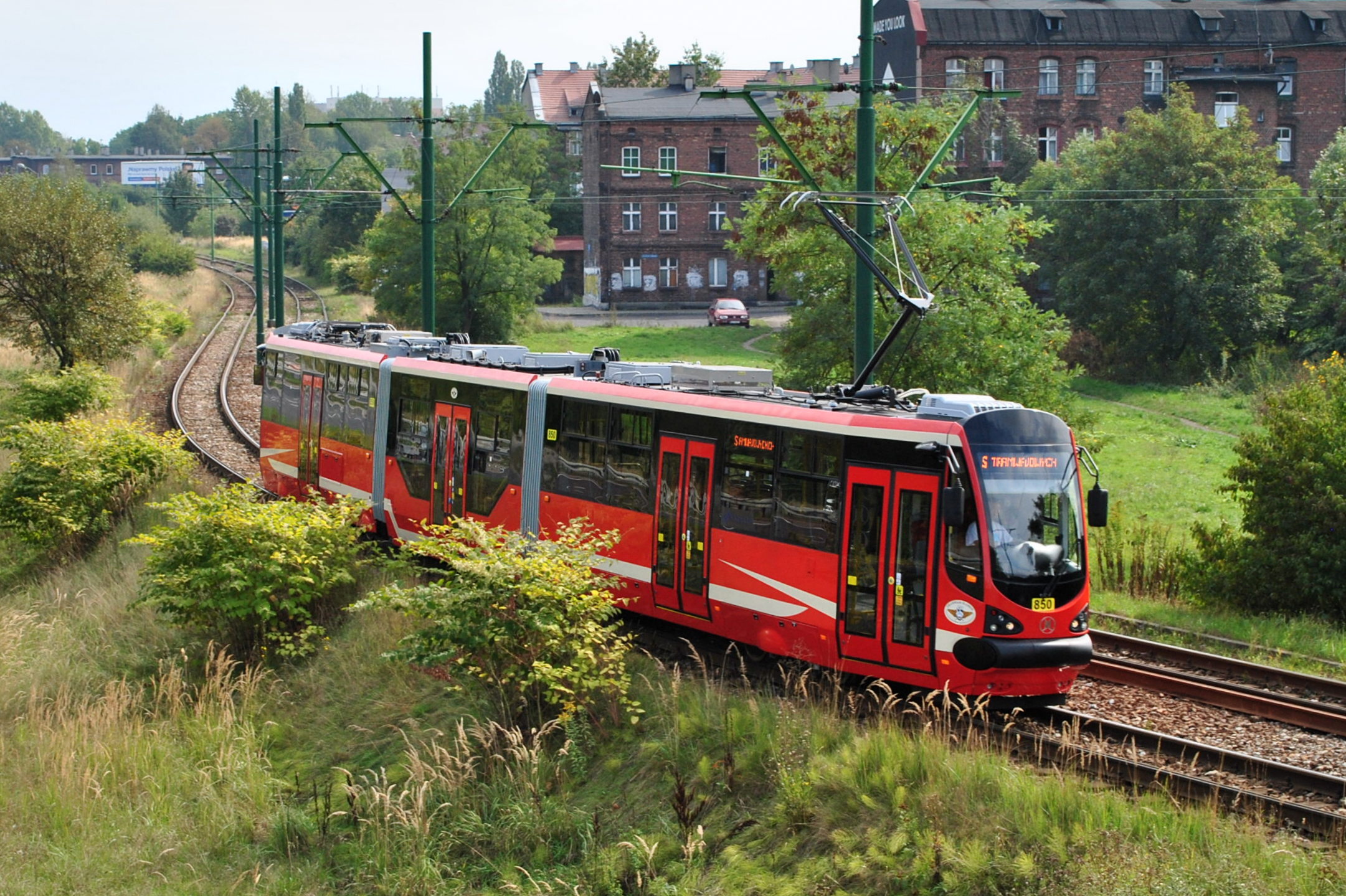
MF 16 AC BD「スカルベック」（2015年撮影）

ポーランドの路面電車車両メーカーのモダトランスが開発・製造した部分超低床電車。2015年に導入されたMF 16 AC BD以降、2021年までに以下の車種が導入されている。
- MF 16 AC BD - 両運転台の3車体連接車。低床率は23 %。愛称は「スカルベック」（Skarbek）。
- MF 10 AC - 片運転台のボギー車。愛称は「カシア」（Kasia）。
- MF 11 AC BD - 両運転台のボギー車。愛称は「カシア」。

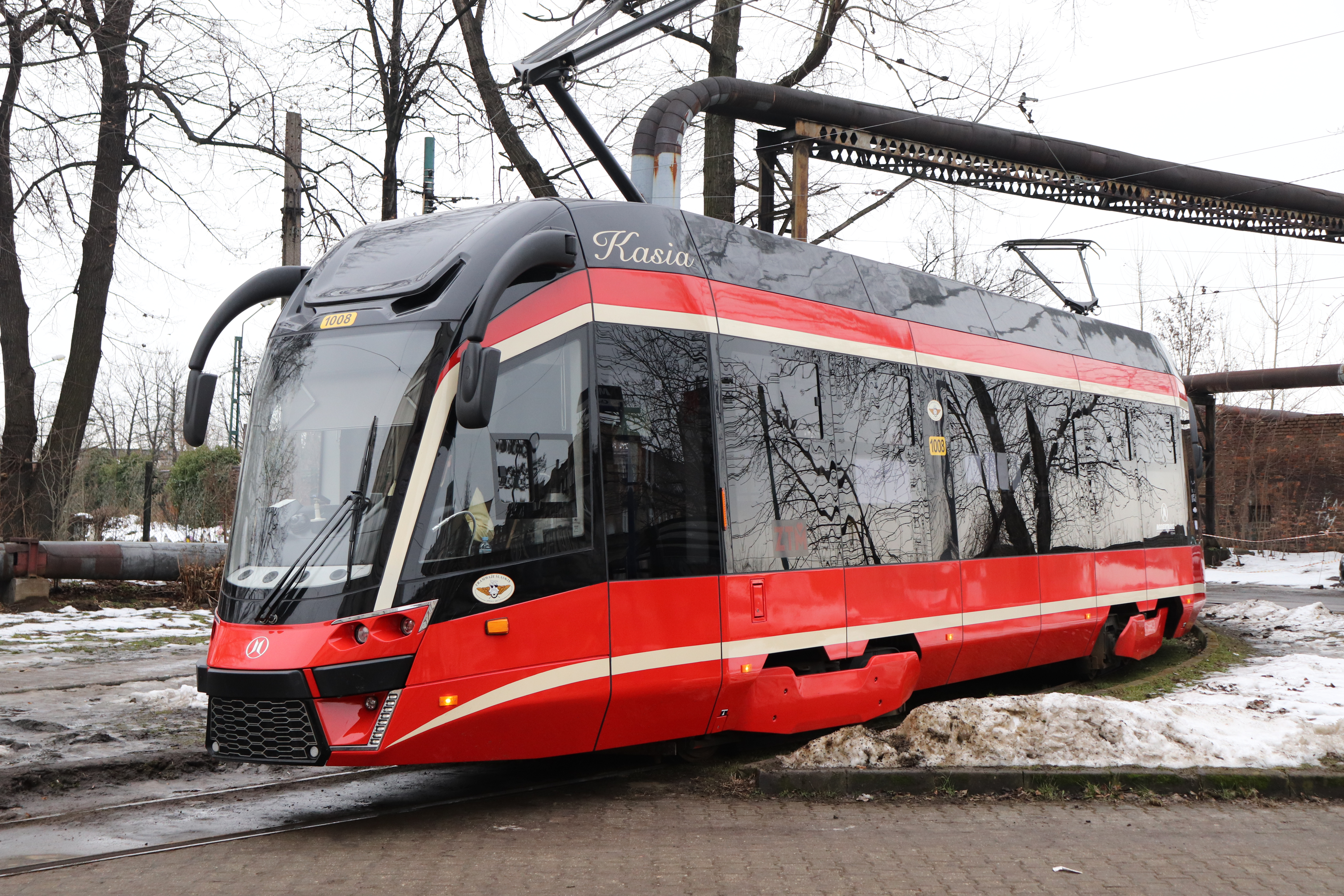
MF 10 AC「カシア」（2021年撮影）
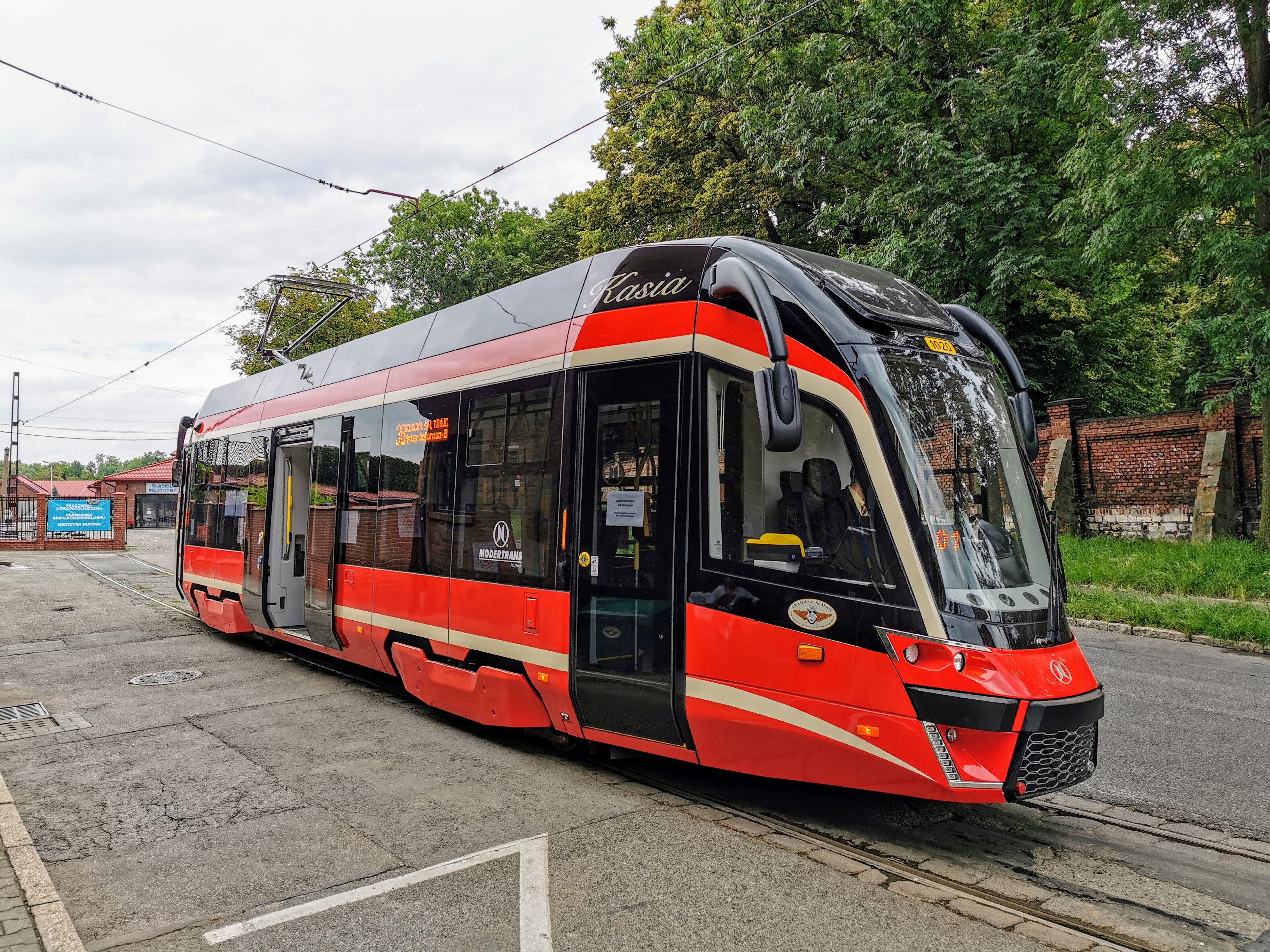
MF 11 AC BD「カシア」（2021年撮影）

### 保存車両
シレジア路面電車会社では、他都市から譲渡された車両を含め、歴史的な路面電車車両の動態保存運転を実施している。2021年現在の保存車両は以下の通り。
| N     | 1100 | 2軸車       |                                |
| 4N    | 1167 | 2軸車       |                                |
| 4ND1  | 1263 | 2軸車       | 付随車                         |
| 13N   | 308  | ボギー車    | 2012年にワルシャワ市電から譲渡 |
| 102N  | 8    | 2車体連接車 |                                |
| 102Na | 183  | 2車体連接車 |                                |
| 105N  | 338  | ボギー車    | [ 81 ]                         |
| 105N  | 546  | ボギー車    | [ 82 ]                         |

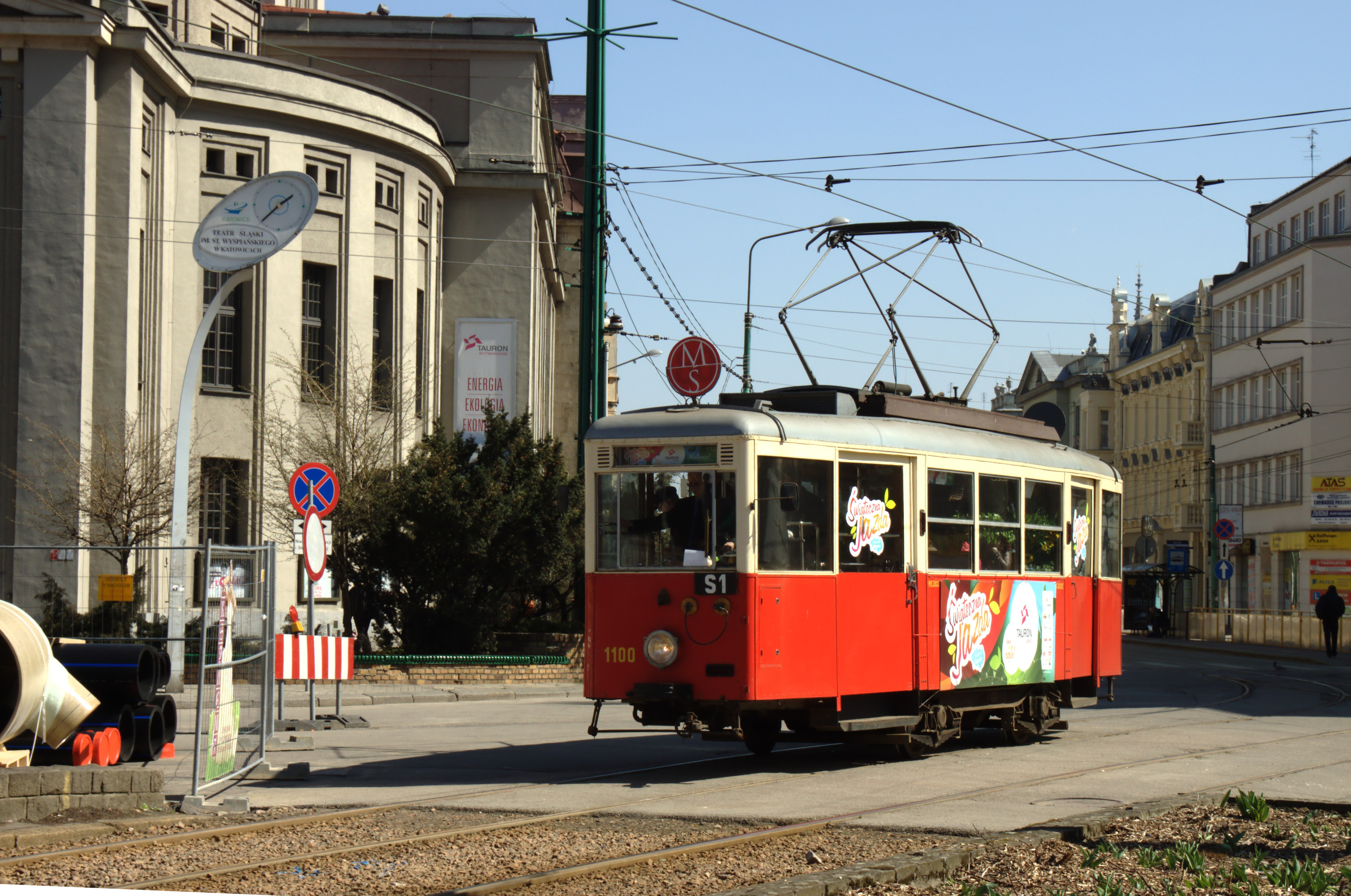
N（1100） （2012年撮影）
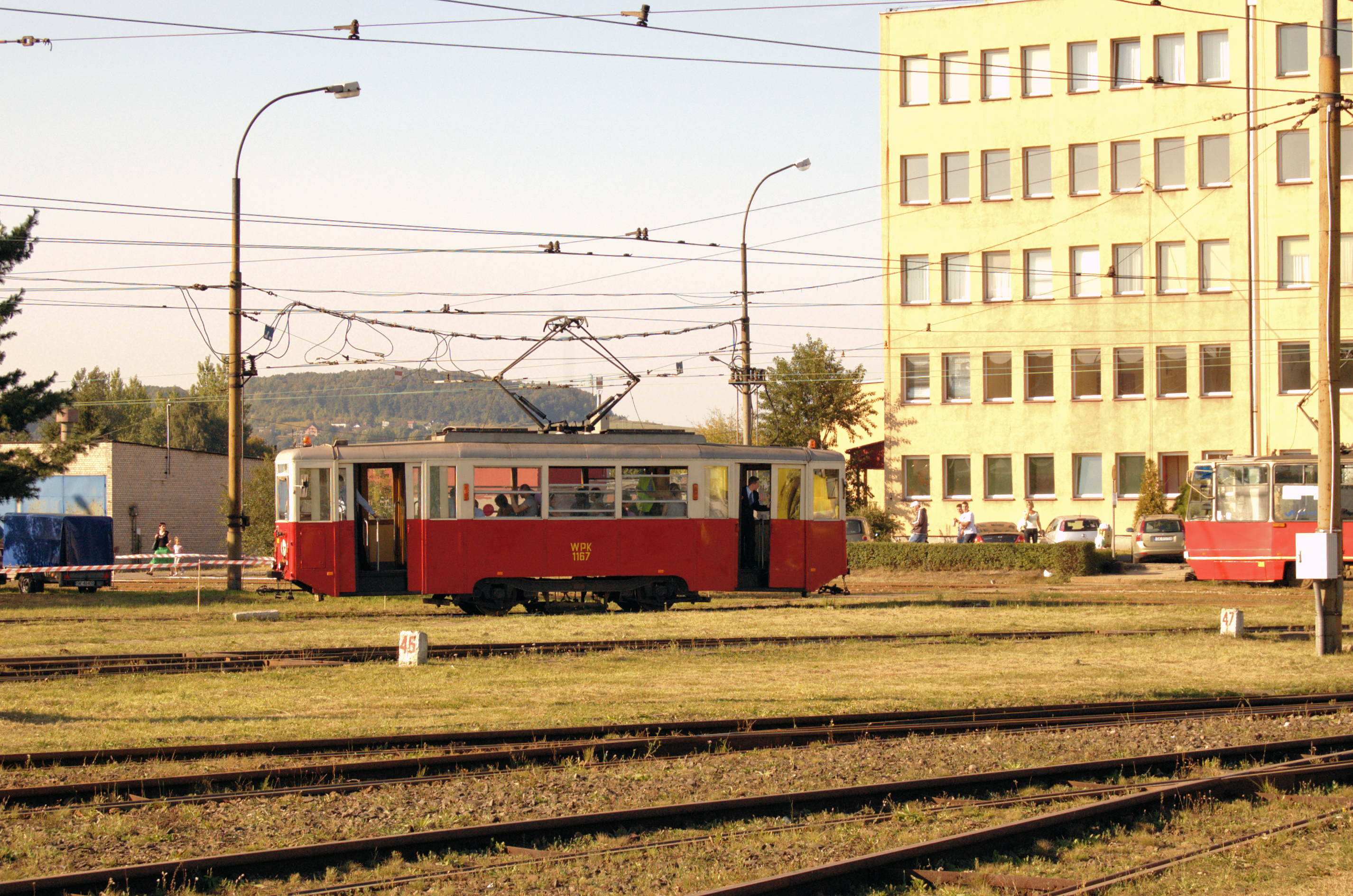
4N（1167） （2011年撮影）
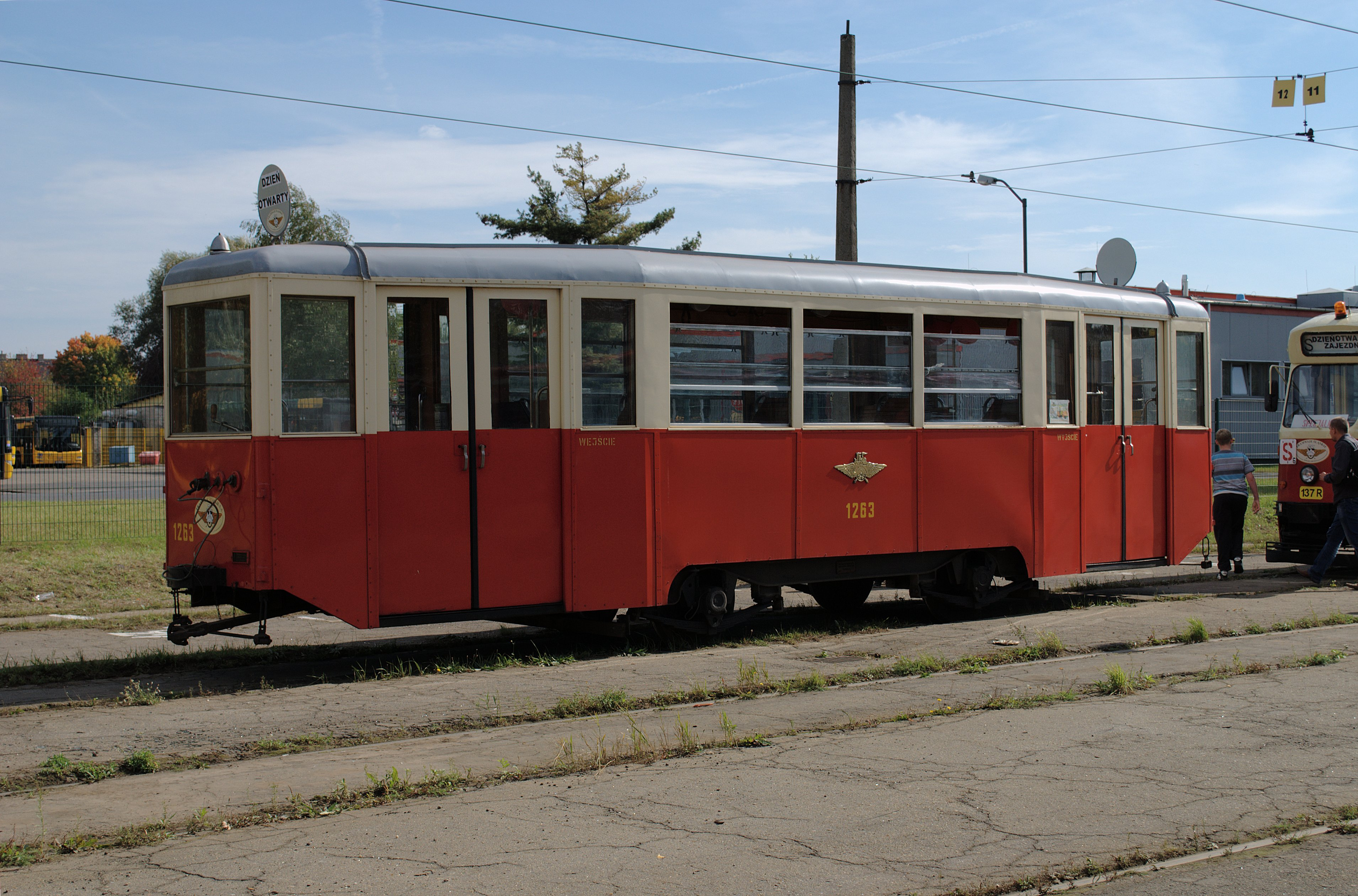
4ND1（1263） （2012年撮影）
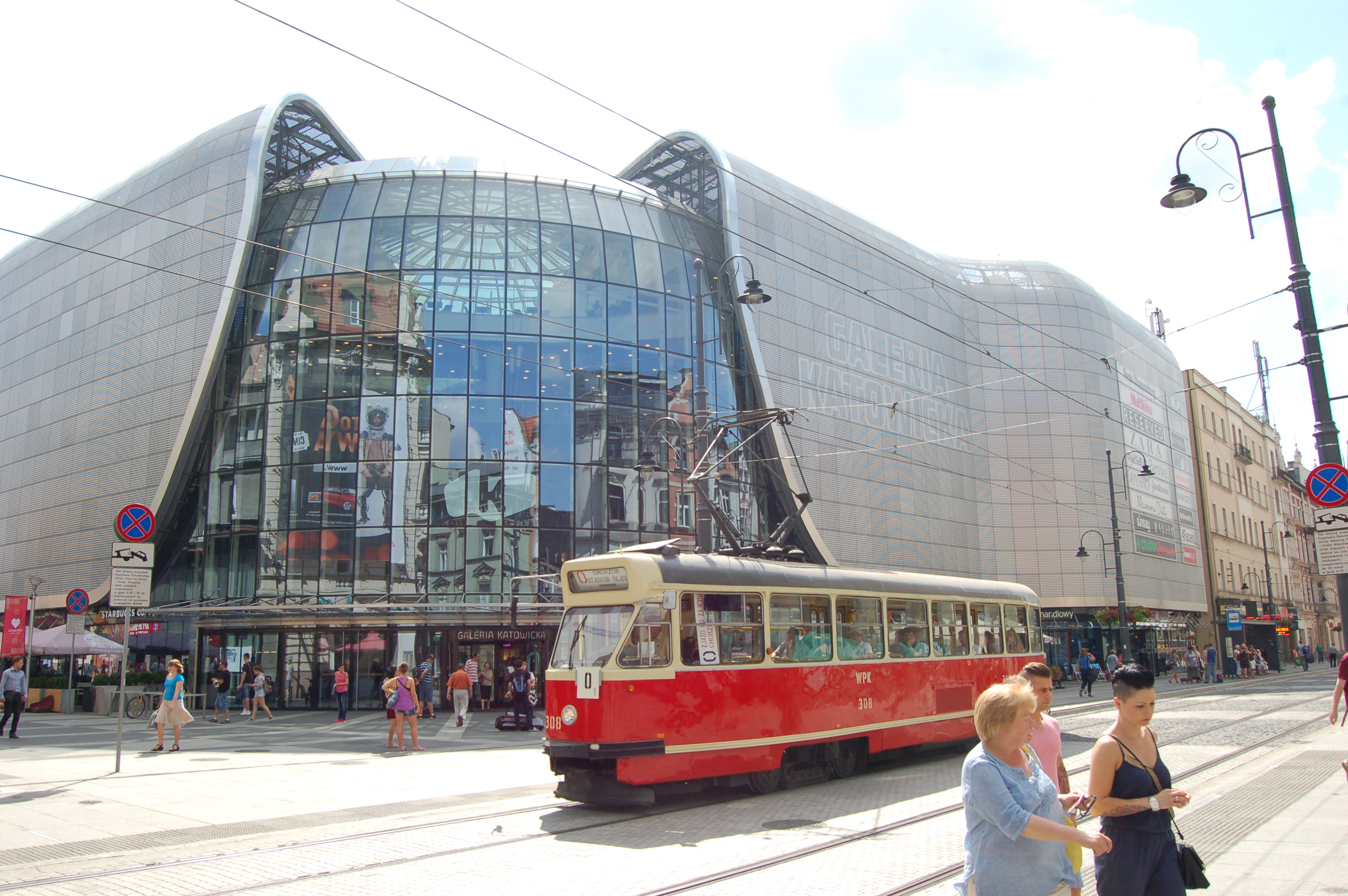
13N（308） （2014年撮影）
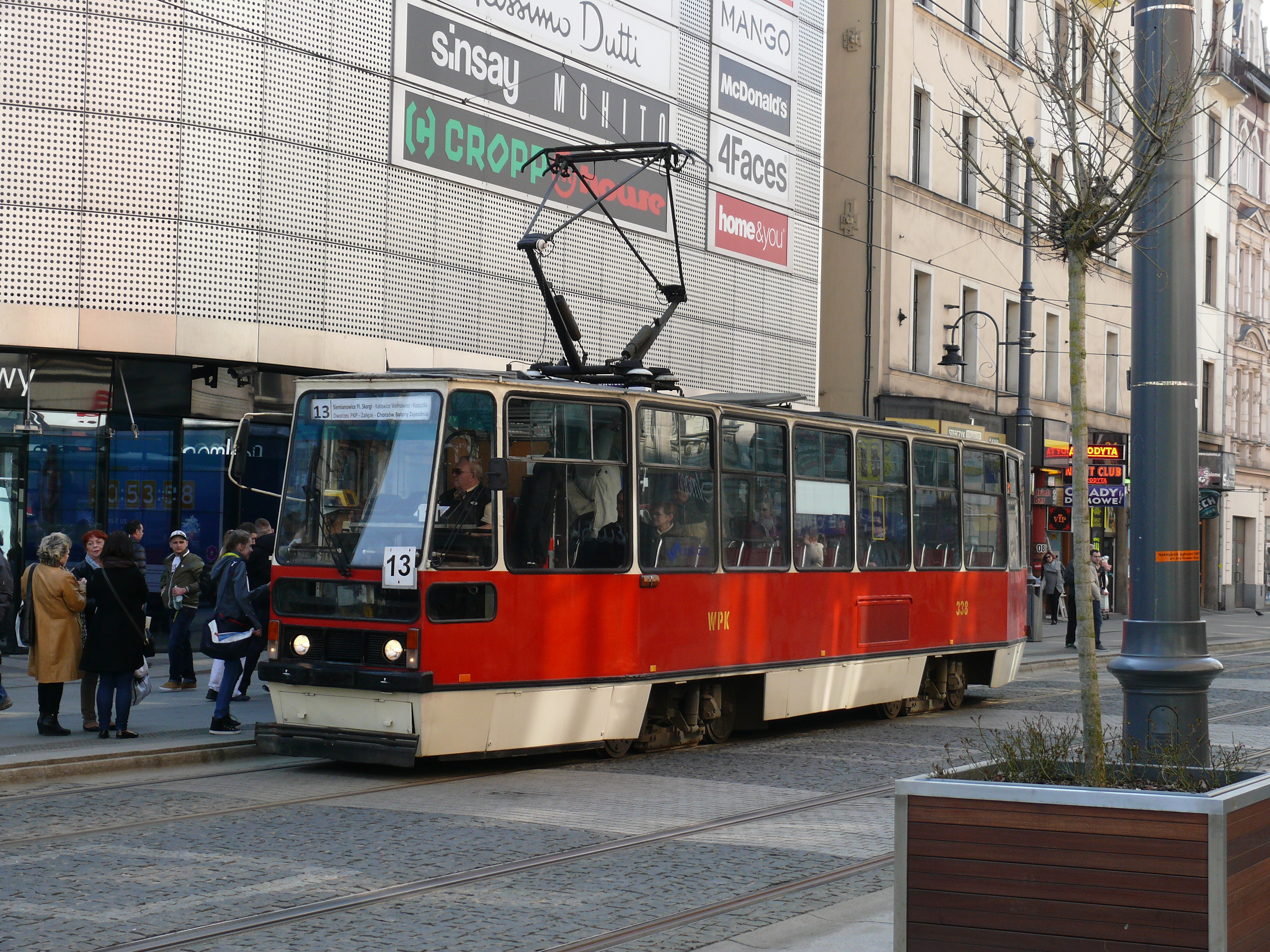
105N（338） （2015年撮影）

### 事業用車両

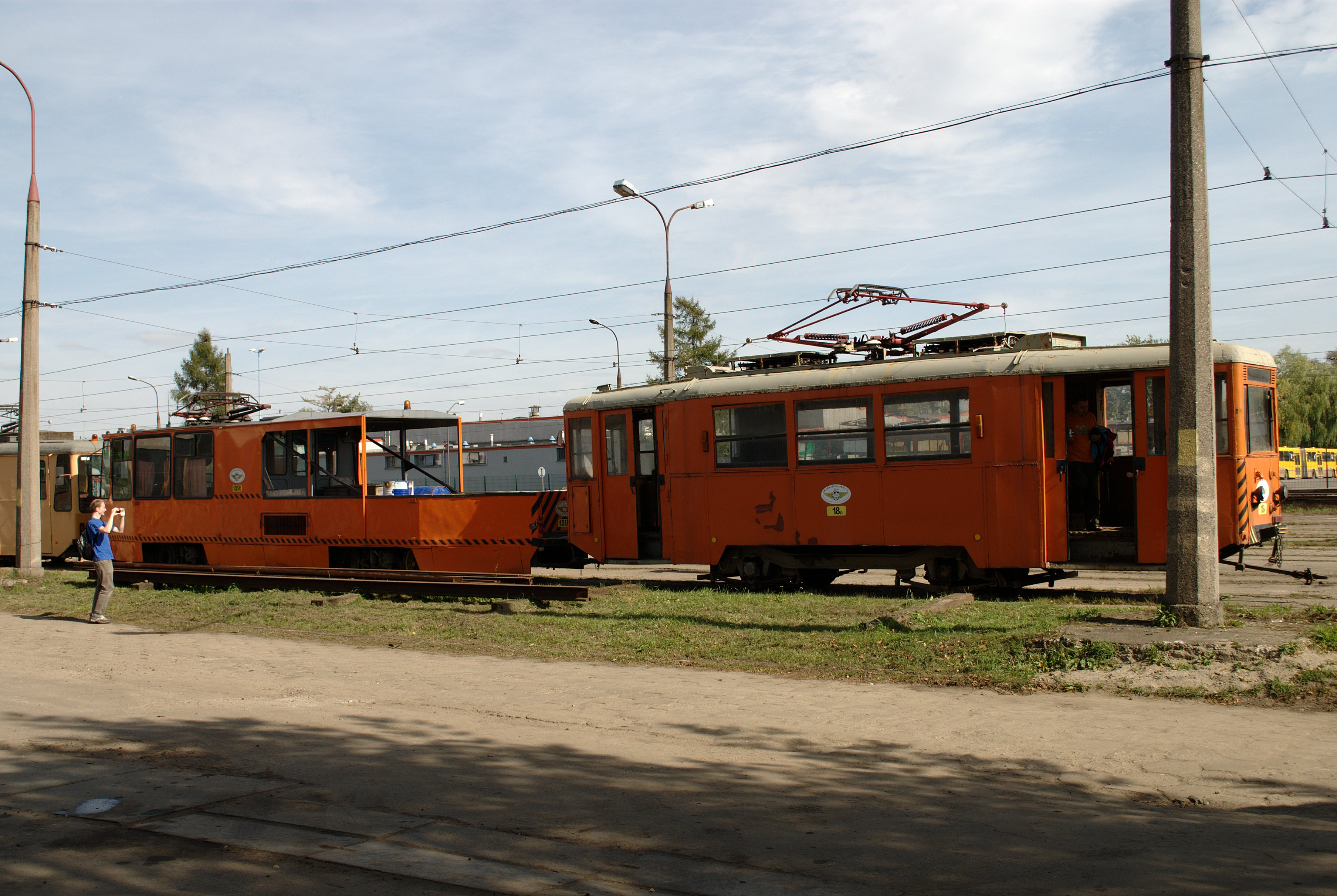
2012年撮影
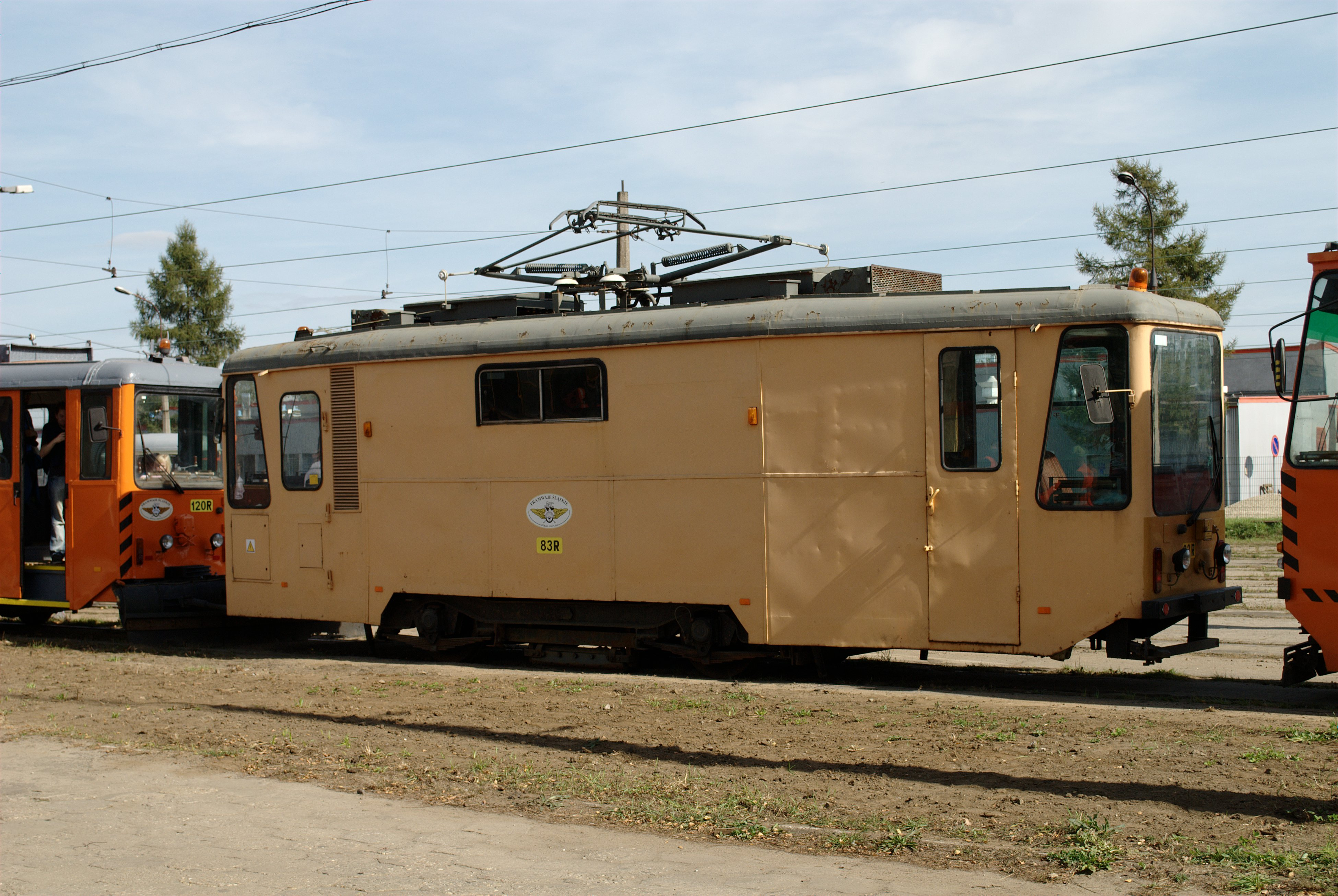
2012年撮影
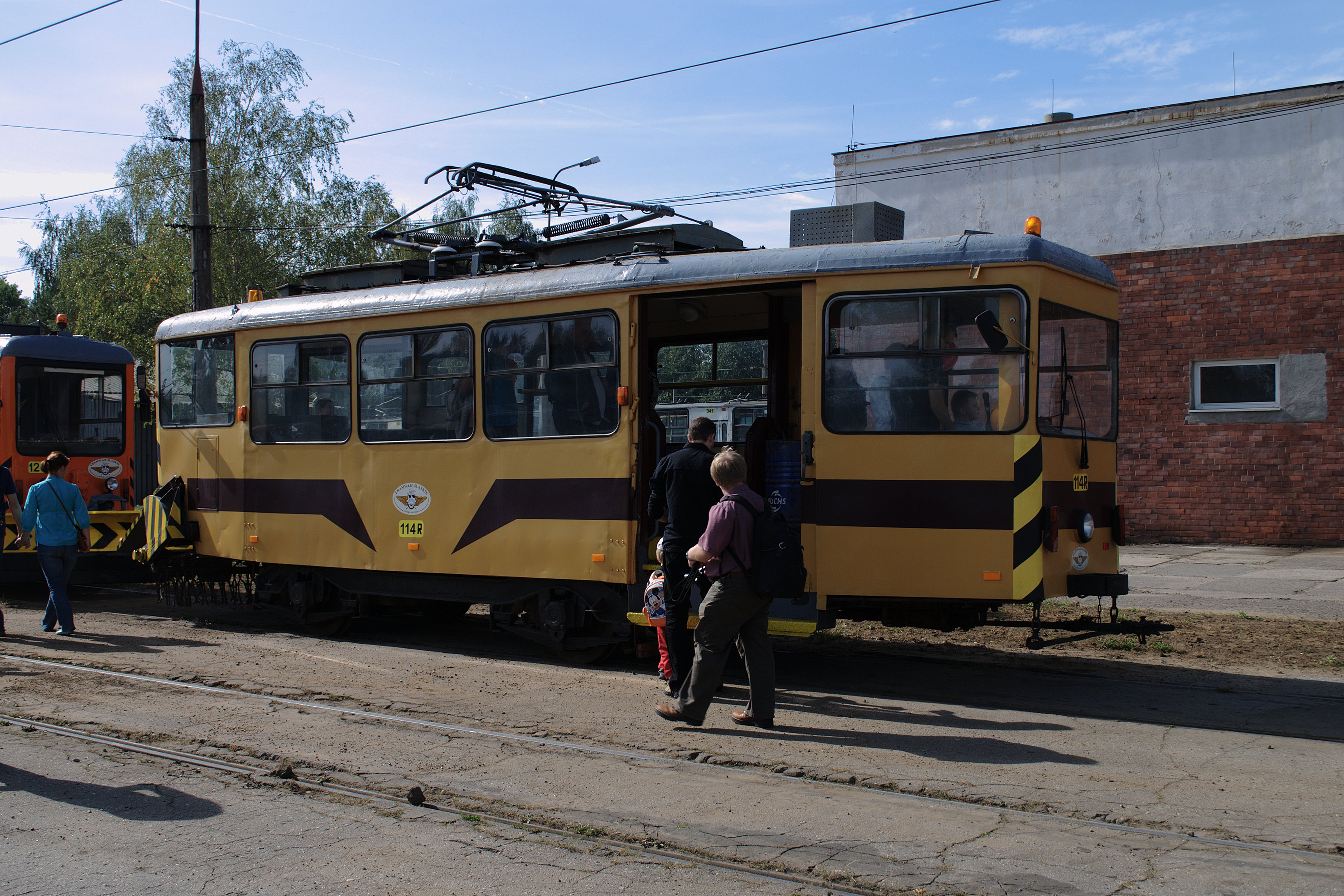
2012年撮影
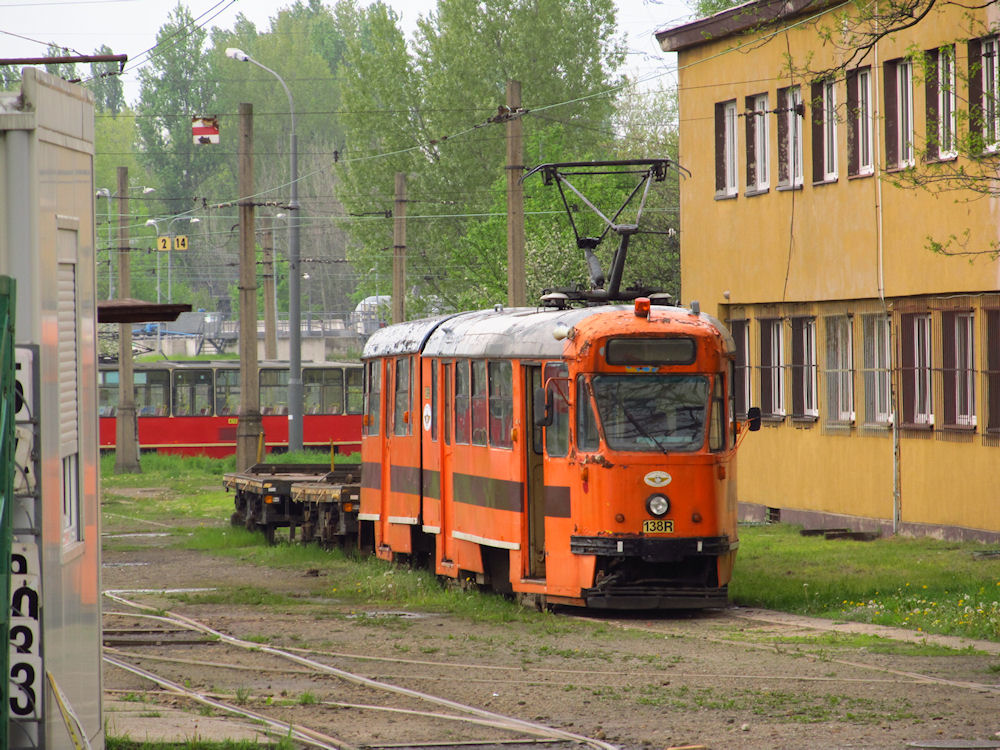
2014年撮影
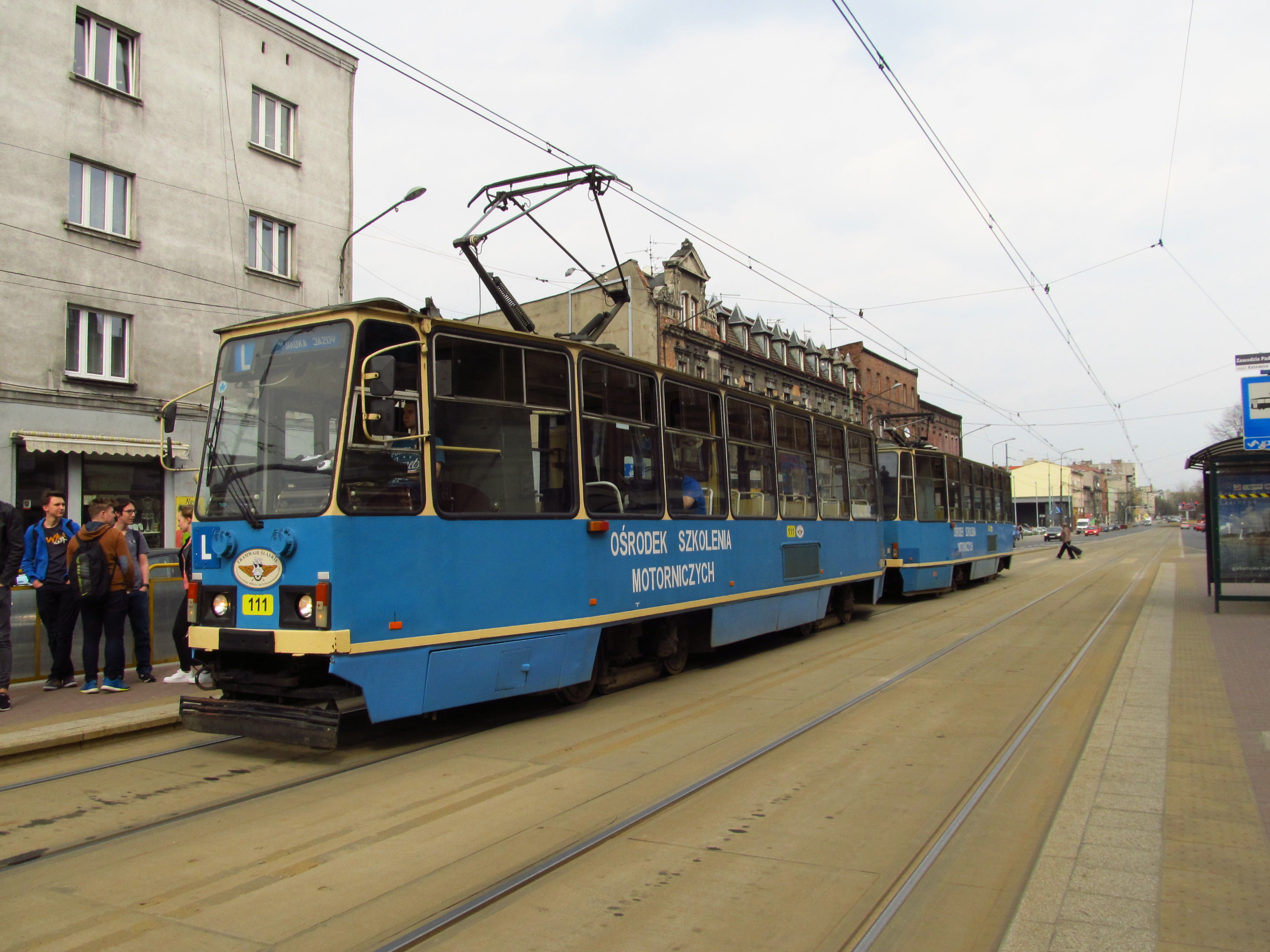
訓練車（2015年撮影）
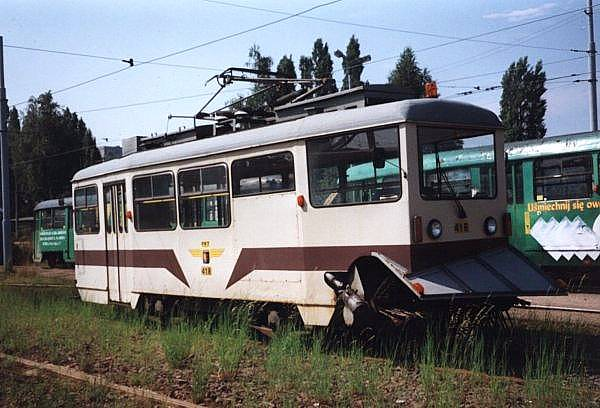
雪かき車（2005年撮影）
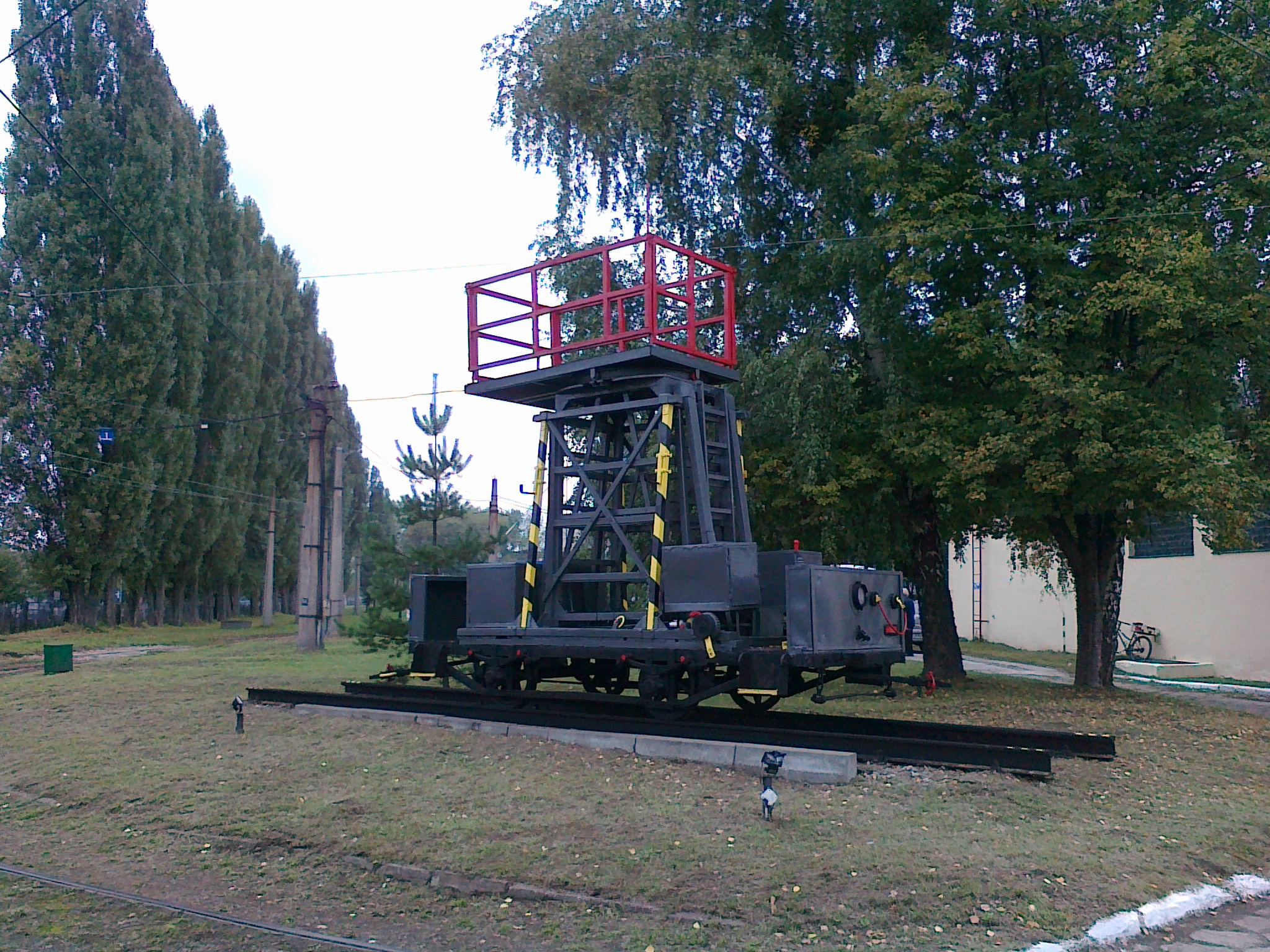
高所作業車（保存車両）（2013年撮影）